# XVIe législature du Parlement grec
La XVIe législature du Parlement grec (en grec ΙΣΤ' Βουλευτική Περίοδος) est la législature du Parlement grec du 5 février au 28 août 2015. Elle est composée des 300 députés élus lors des élections législatives grecques de janvier 2015. Il s'agit de la seizième législature de la Troisième République hellénique.
Après une alternance politique, la majorité parlementaire est composée de la gauche radicale de la SYRIZA et de la droite souverainiste des Grecs indépendants, qui ont formé ensemble un gouvernement de coalition dirigé par Aléxis Tsípras. La présidente du Parlement grec pendant la XVIe législature est Zoé Konstantopoúlou.
Les travaux parlementaires de la XVIe législature portent notamment sur la lutte contre la pauvreté, la recréation du groupe audiovisuel public ERT et la réforme administrative. La crise persistante des finances publiques, dans laquelle le pays est plongé depuis 2010, contraint le gouvernement à conclure à l'été 2015 un accord avec les créanciers internationaux de la Grèce sur un troisième programme de prêts, dont la ratification au Parlement grec provoque la scission de la SYRIZA. Privé de majorité, le Premier ministre présente sa démission. Le Parlement est dissous le 28 août, moins de sept mois après son entrée en fonction, et des élections législatives anticipées sont organisées en septembre 2015.

## Contexte

### Situation

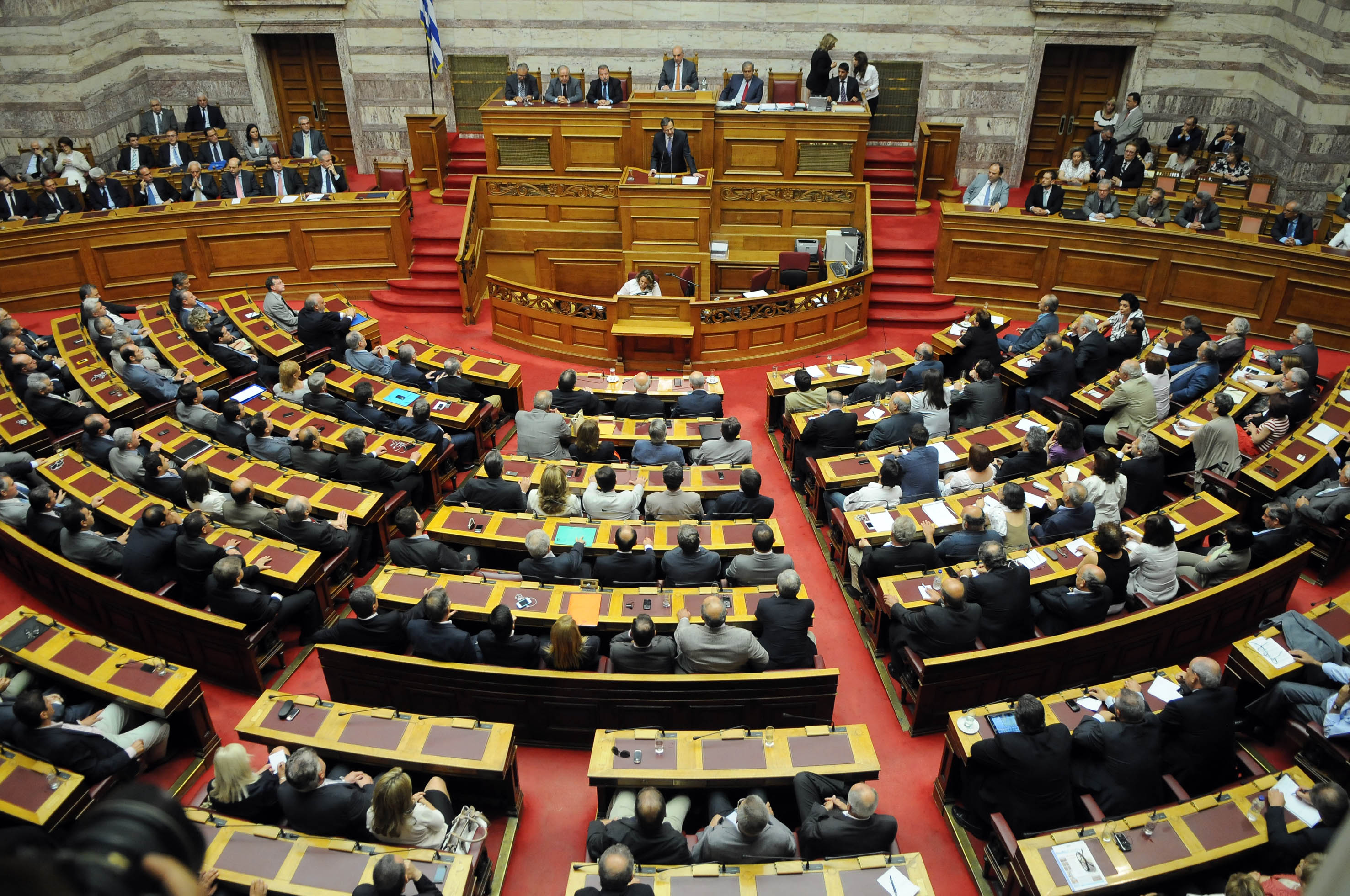
Le Premier ministre Antónis Samarás devant la XVe législature du Parlement grec pour son discours de politique générale, le 6 juillet 2012.

La XVe législature du Parlement grec, élue en juin 2012, était dominée par une alliance entre les conservateurs de Nouvelle Démocratie et les socialistes du Mouvement socialiste panhellénique (PASOK) au sein du gouvernement d'Antónis Samarás.
La situation économique et sociale du pays est fortement dégradée depuis 2008. Après vingt-quatre trimestres consécutifs de récession, le produit intérieur brut s'est contracté de 25 % par rapport à son niveau de 2008. 26,6 % de la population active est au chômage, et le chômage de longue durée, la pauvreté et l'émigration ont fortement augmenté depuis le début de la récession. La Grèce, touchée par une grave crise de la dette publique, est placée depuis 2010 sous programme d'assistance financière de l'Union européenne et du Fonds monétaire international. La dette publique atteint 177 % du PIB en 2014.
Le gouvernement Samarás a appliqué le deuxième mémorandum conclu avec la troïka des créanciers — le Fonds monétaire international, la Commission européenne et la Banque centrale européenne, qui prévoit la diminution des dépenses publiques et des réformes structurelles en contrepartie de prêts. Entre 2010 et 2014, le nombre de fonctionnaires a diminué d'un quart, leurs salaires ont baissé de 30 % en moyenne, les pensions de retraite ont baissé de 5 à 15 %, le salaire minimum a été réduit à 580 euros bruts, et le marché du travail et les marchés de biens et services ont été déréglementés. Le gouvernement espère ainsi sortir des programmes de prêts internationaux l'année suivante, mais les conditions de financement de l'État sur les marchés restent précaires.
La XVe grec prend fin en décembre 2014 après l'échec des trois premiers tours de l'élection présidentielle. La coalition gouvernementale formée de Nouvelle Démocratie et du PASOK dispose de 155 sièges au Parlement grec. Pour être élu, un candidat doit obtenir 200 voix aux deux premiers tours, ou 180 voix au troisième tour. L'opposition, et en particulier la SYRIZA, ne soutient pas le candidat du gouvernement. Les trois tours de scrutin restent infructueux et le Parlement est dissous le 31 décembre 2014.

### Élections législatives de janvier 2015
Les élections législatives anticipées ont lieu le 25 janvier 2015. Elles voient la victoire de la SYRIZA, qui obtient 36,34 % des voix et 149 sièges, devançant largement ses adversaires. Avec 27,81 % des suffrages, Nouvelle Démocratie arrive deuxième et perd le pouvoir. Le Mouvement socialiste panhellénique (PASOK) subit une lourde défaite en ne recueillant que 4,68 % des voix. Dès le lendemain, le président de la SYRIZA Aléxis Tsípras annonce la formation d'une coalition gouvernementale avec les Grecs indépendants, qui ont obtenu 13 sièges au Parlement.
Aléxis Tsípras est nommé Premier ministre le 26 janvier. Il forme son gouvernement le lendemain.
La victoire de la gauche radicale suscite de fortes attentes chez ses partisans, en même temps que l'inquiétude de la troïka des créanciers et de certains dirigeants européens. Les sympathisants de la nouvelle majorité fêtent l'alternance, qui met fin à la longue domination des partis traditionnels, et espèrent la fin des politiques d'austérité budgétaire imposées par les créanciers internationaux. Les gouvernements conservateurs et les institutions européennes accueillent le changement politique avec méfiance, car le programme du nouveau gouvernement conteste les conditions imposées par le mémorandum et revendique une restructuration de la dette publique.

## Organisation

### Entrée en fonction

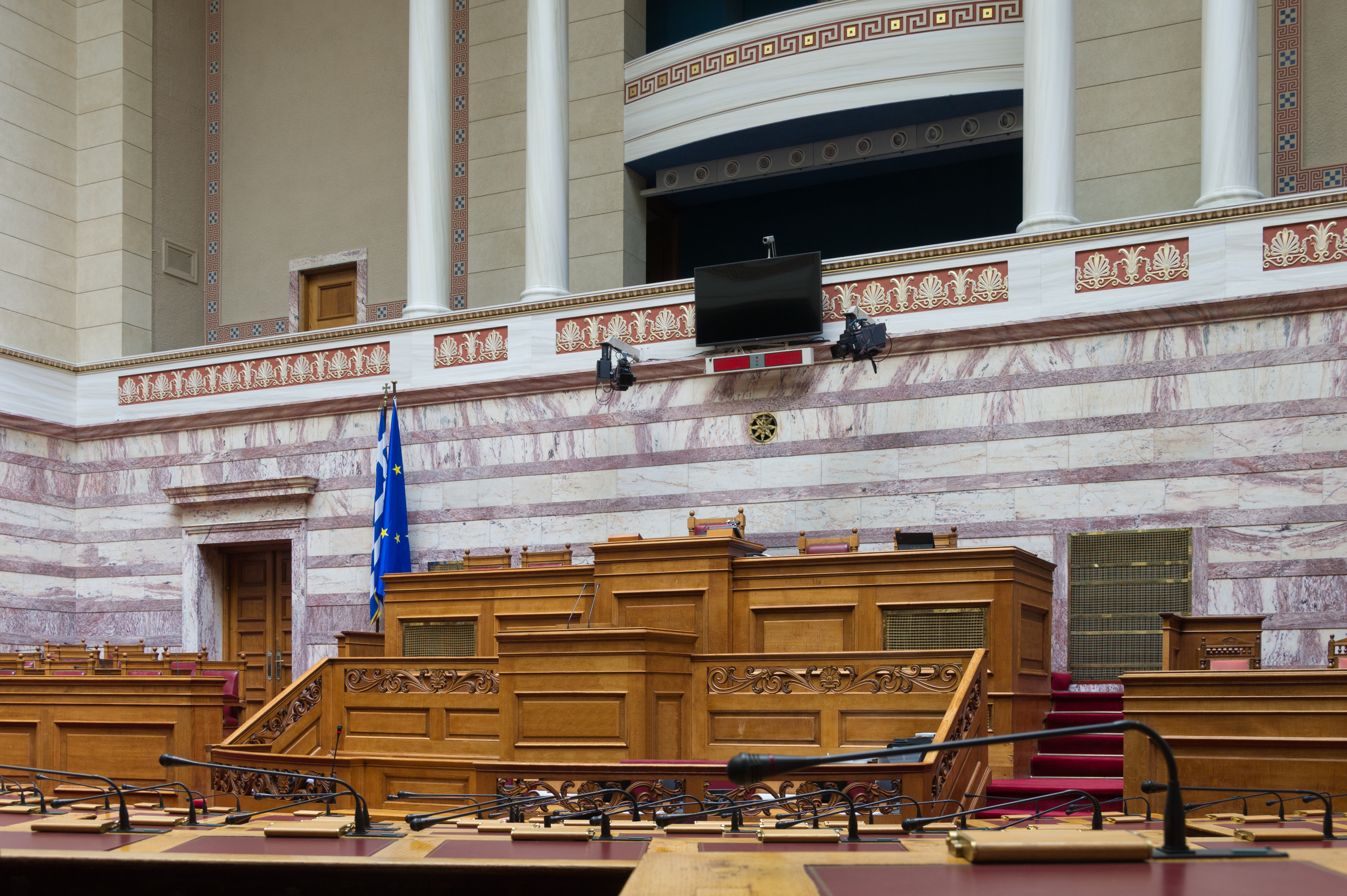
La tribune de l'hémicycle du Parlement grec

La réunion inaugurale de la XVIe législature a lieu le 5 février 2015. Les députés prennent leurs fonctions après leur prestation de serment. Pour la première fois, la cérémonie comprend un serment civil, à la demande des présidents des groupes SYRIZA et KKE. Celui-ci est choisi par une majorité des députés.
Le serment religieux orthodoxe est prononcé par les députés de Nouvelle Démocratie, d'Aube dorée et du PASOK, une partie des députés de La Rivière, une quinzaine de députés de la SYRIZA et une députée du KKE. Le serment religieux musulman est prononcé par l'un des députés de la SYRIZA. Le serment civil est prononcé par la plupart des députés de la SYRIZA et du KKE et une partie des députés de La Rivière.

### Liste des députés
La XVIe législature est composée de 300 députés.
Kostís Damavolítis (Grecs indépendants, Héraklion) démissionne le 2 juillet 2015 après qu'il a appelé à voter « oui » au référendum sur la proposition des créanciers dans une interview radiophonique. Il est remplacé par Grigoris Makaronas.
Nikólaos Chountís (SYRIZA, Athènes B) démissionne le 13 juillet pour devenir député européen, remplaçant Manólis Glézos démissionnaire. Il est remplacé par Giorgos Kyritsis.

### Bureau

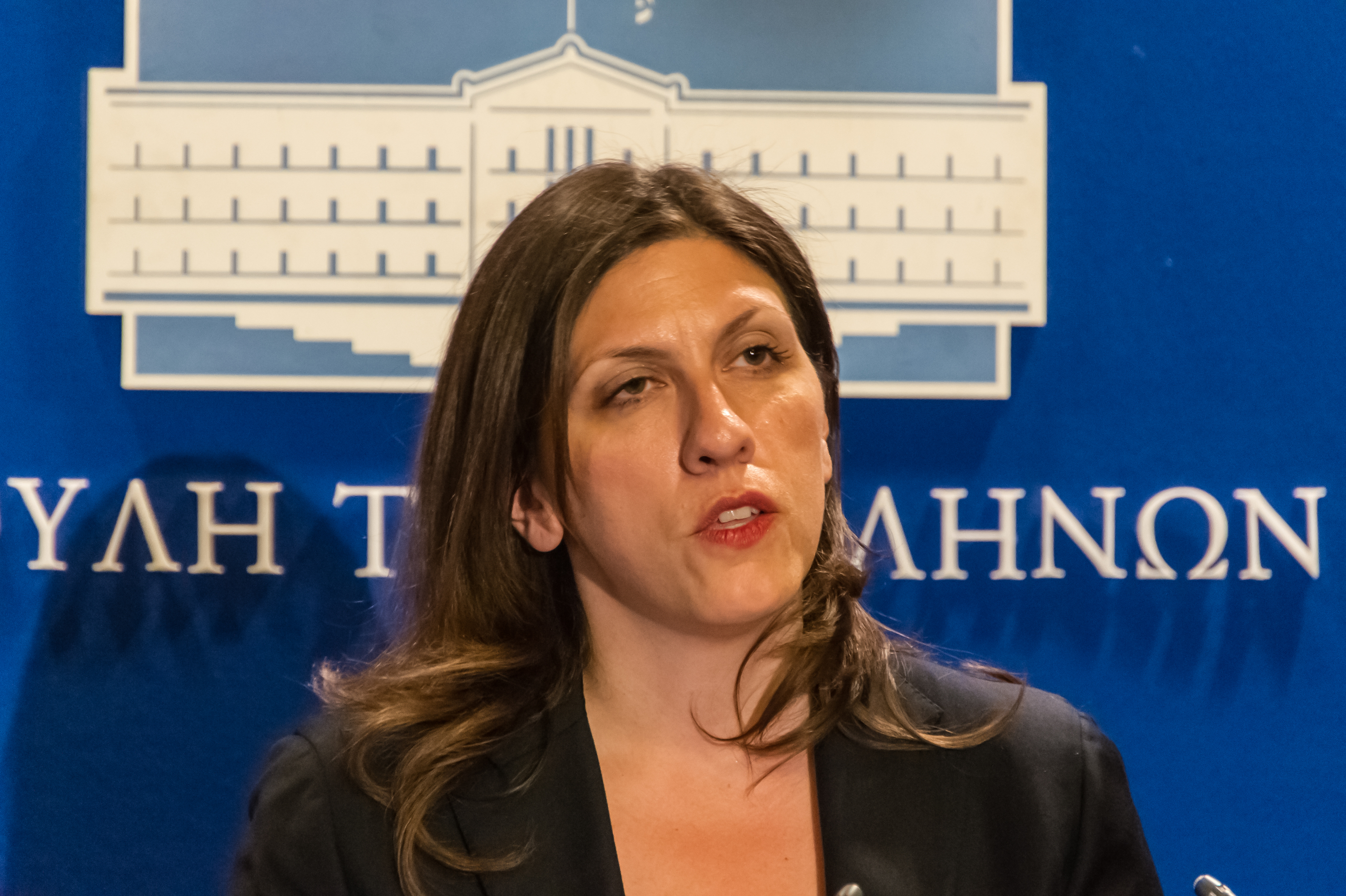
La présidente du Parlement grec Zoé Konstantopoúlou, en mai 2015

L'élection du bureau du Parlement grec a lieu le 6 février. Zoé Konstantopoúlou est élue présidente du Parlement avec un nombre record de 235 voix sur 298 suffrages exprimés, 61 bulletins blancs et 2 bulletins nuls. Elle est la plus jeune députée élue à cette fonction.
Les fonctions de vice-président, de questeur et de secrétaire sont répartis entre les groupes politiques, conformément au règlement du Parlement.
- Les vice-présidents sont Aléxis Mitrópoulos, Ioannis Balafas et Déspina Charalambídou (SYRIZA), Nikítas Kaklamánis (Nouvelle Démocratie), Spyrídon Lykoúdis (La Rivière) et Geórgios Lambroúlis (Parti communiste de Grèce)[22].
- Les questeurs sont Athánasios Athanasíou, Geórgios Pándzas (SYRIZA), et Konstadínos Koukodímos (Nouvelle Démocratie)[22].
- Les secrétaires sont Panayóta Dritséli, Zíssis Zánnas, Danái Tzíka-Kostopoúlou et Vassilios Tsirkas (SYRIZA) et Ioánnis Kefaloyánnis (Nouvelle Démocratie)[22].

Comme au cours de la législature précédente, l'ensemble des autres groupes politiques refuse de voter pour les candidats d'Aube dorée, laissant les postes vacants. Michaïl Arvanítis-Avrámis, candidat au poste de cinquième vice-président, et Nikólaos Kouzílos, au poste de secrétaire, obtiennent respectivement 37 et 33 voix « pour » et ne sont pas élus.
| Fonction                  | Nom                   | Groupe politique | Groupe politique          | Nombre de voix |
| ------------------------- | --------------------- | ---------------- | ------------------------- | -------------- |
| Présidente                | Zoé Konstantopoúlou   |                  | SYRIZA                    | 235            |
| Premier vice-président    | Aléxis Mitrópoulos    |                  | SYRIZA                    | 229            |
| Deuxième vice-président   | Ioannis Balafas       |                  | SYRIZA                    | 235            |
| Troisième vice-présidente | Déspina Charalambídou |                  | SYRIZA                    | 229            |
| Quatrième vice-président  | Nikítas Kaklamánis    |                  | Nouvelle Démocratie       | 247            |
| Cinquième vice-président  | Vacant                | Vacant           | Vacant                    | Vacant         |
| Sixième vice-président    | Spyrídon Lykoúdis     |                  | La Rivière                | 210            |
| Septième vice-président   | Geórgios Lambroúlis   |                  | Parti communiste de Grèce | 235            |

| Fonction   | Nom                     | Groupe politique | Groupe politique    | Nombre de voix |
| ---------- | ----------------------- | ---------------- | ------------------- | -------------- |
| Questeur   | Athánasios Athanasíou   |                  | SYRIZA              | 216            |
| Questeur   | Geórgios Pándzas        |                  | SYRIZA              | 238            |
| Questeur   | Konstadínos Koukodímos  |                  | Nouvelle Démocratie | 215            |
| Secrétaire | Panayóta Dritséli       |                  | SYRIZA              | 216            |
| Secrétaire | Zíssis Zánnas           |                  | SYRIZA              | 212            |
| Secrétaire | Danái Tzíka-Kostopoúlou |                  | SYRIZA              | 220            |
| Secrétaire | Vassilios Tsirkas       |                  | SYRIZA              | 213            |
| Secrétaire | Ioánnis Kefaloyánnis    |                  | Nouvelle Démocratie | 220            |
| Secrétaire | Vacant                  | Vacant           | Vacant              | Vacant         |

### Groupes politiques

#### Composition des groupes politiques
Sept groupes politiques sont représentés au Parlement grec dans sa XVIe législature : la SYRIZA, Nouvelle Démocratie, Aube dorée, La Rivière, le Parti communiste de Grèce, les Grecs indépendants et le Mouvement socialiste panhellénique (PASOK). Aucun parti n'a obtenu la majorité absolue. La majorité parlementaire est formée par la coalition gouvernementale composée de la SYRIZA et des Grecs indépendants, qui disposent ensemble de 162 sièges.
Le 21 août 2015, vingt-cinq députés de la SYRIZA quittent leur groupe politique pour créer un nouveau parti, Unité populaire, et constituer leur propre groupe : Panayiótis Lafazánis, Lítsa Ammanatídou-Paschalídou, Déspina Charalambídou, Konstantínos Delimítros, Evangelos Diamantopoulos, Ioánna Gaïtáni, Ilías Ioannídis, Konstantinos-Iraklis Isychos, Thomás Kótsias, Michaïl Kritsotákis, Vassílios Kyriakákis, Aglaïa Kyrítsi, Konstantínos Lapavítsas, Efstáthios Leoutsákos, Rachíl Makrí, Evyenía Ouzounídou, Athanásios Petrákos, Eléni Psarréa, Stefanos Samoïlis, Athanasios Skoumas, Ioánnis Stathás, Dimítris Stratoúlis, Alexándra Tsanáka, Zíssis Zánnas et Ioánnis Zerdelís. Ils s'opposent au troisième mémorandum d'accord avec les créanciers de la Grèce adopté par le Parlement le 16 juillet. L'opposition d'une partie de la SYRIZA à cet accord a fait perdre au Premier ministre sa majorité parlementaire. La création d'Unité populaire intervient au lendemain de la démission du gouvernement et de l'annonce des élections législatives anticipées.
| Groupe | Groupe                                     | Février 2015 | Août 2015 |
| ------ | ------------------------------------------ | ------------ | --------- |
|        | Coalition de la gauche radicale (SYRIZA)   | 149          | 124       |
|        | Nouvelle Démocratie (ND)                   | 76           | 76        |
|        | Unité populaire (LAE)                      | -            | 25        |
|        | Aube dorée (XA)                            | 17           | 17        |
|        | La Rivière                                 | 17           | 17        |
|        | Parti communiste de Grèce (KKE)            | 15           | 15        |
|        | Grecs indépendants (ANEL)                  | 13           | 13        |
|        | Mouvement socialiste panhellénique (PASOK) | 13           | 13        |
| Total  | Total                                      | 300          | 300       |

Composition de la XVIe législature du Parlement grec par groupe politique en février 2015

#### Présidents de groupe
Selon le règlement du Parlement grec, les groupes politiques sont présidés par leurs présidents de parti lorsque ceux-ci sont eux-mêmes députés. Les présidents de groupe peuvent nommer deux représentants parlementaires pour les assister dans leur tâche ; les présidents du principal groupe de la majorité gouvernementale et du principal groupe de l'opposition peuvent nommer trois représentants parlementaires. Ceux-ci sont également appelés porte-paroles parlementaires par la presse.
| Groupe | Groupe                                     | Président                                                                               | Représentants parlementaires |
| --- | ------------------------------------------ | --------------------------------------------------------------------------------------- | ---------------------------- |
| | Coalition de la gauche radicale (SYRIZA)   | Aléxis Tsípras                                                                          | Nikólaos Fílis.              |
| Athanásios Petrákos Quitte le groupe politique pour rejoindre Unité populaire le 21 août 2015, non remplacé | Coalition de la gauche radicale (SYRIZA)   | Aléxis Tsípras                                                                          |                              |
| Ólga Yerovassíli Nommée porte-parole du gouvernement le 17 juillet 2015, remplacée par Gavriíl Sakellarídis | Coalition de la gauche radicale (SYRIZA)   | Aléxis Tsípras                                                                          |                              |
| | Nouvelle Démocratie (ND)                   | Antónis Samarás jusqu'au 5 juillet 2015 Evángelos Meïmarákis à partir du 5 juillet 2015 | Kyriákos Mitsotákis          |
| Spyrídon-Ádonis Georgiádis                                                                                  | Nouvelle Démocratie (ND)                   | Antónis Samarás jusqu'au 5 juillet 2015 Evángelos Meïmarákis à partir du 5 juillet 2015 |                              |
| Ioánnis Vroútsis                                                                                            | Nouvelle Démocratie (ND)                   | Antónis Samarás jusqu'au 5 juillet 2015 Evángelos Meïmarákis à partir du 5 juillet 2015 |                              |
| | Unité populaire (LAE)                      | Panayiótis Lafazánis                                                                    | Dimítris Stratoúlis          |
| Athanásios Petrákos                                                                                         | Unité populaire (LAE)                      | Panayiótis Lafazánis                                                                    |                              |
| | Aube dorée (XA)                            | Nikólaos Michaloliákos                                                                  | Chrístos Pappás              |
| | La Rivière                                 | Stávros Theodorákis                                                                     | Theokháris Theokháris        |
| Antigóni Lymberáki                                                                                          | La Rivière                                 | Stávros Theodorákis                                                                     |                              |
| | Parti communiste de Grèce (KKE)            | Dimítris Koutsoúmbas                                                                    | Athanasios Pafilis           |
| Nikólaos Karathanasópoulos                                                                                  | Parti communiste de Grèce (KKE)            | Dimítris Koutsoúmbas                                                                    |                              |
| | Grecs indépendants (ANEL)                  | Pános Kamménos                                                                          | Níkos Nikolópoulos           |
| | Mouvement socialiste panhellénique (PASOK) | Evángelos Venizélos jusqu'au 14 juin 2015 Fófi Gennimatá à partir du 14 juin 2015       | Yánnis Koutsoúkos            |
| Leonidas Grigorakos                                                                                         | Mouvement socialiste panhellénique (PASOK) | Evángelos Venizélos jusqu'au 14 juin 2015 Fófi Gennimatá à partir du 14 juin 2015       |                              |

### Circonscriptions

Les 56 circonscriptions législatives de la Grèce

Parmi les 300 députés au Parlement grec, 288 sont élus dans les 56 circonscriptions législatives de la Grèce, et 12 sont élus sur les listes nationales.
| Circonscription  | Nombre de sièges |
| ---------------- | ---------------- |
| Athènes A        | 14               |
| Athènes B        | 44               |
| Le Pirée A       | 6                |
| Le Pirée B       | 8                |
| Attique          | 15               |
| Étolie-Acarnanie | 7                |
| Argolide         | 3                |
| Arcadie          | 3                |
| Arta             | 3                |
| Achaïe           | 8                |
| Béotie           | 3                |
| Grévéna          | 1                |
| Dráma            | 3                |
| Dodécanèse       | 5                |
| Évros            | 4                |
| Eubée            | 6                |
| Eurytanie        | 1                |
| Zante            | 1                |
| Élide            | 5                |
| Imathie          | 4                |
| Héraklion        | 8                |
| Thesprotie       | 2                |
| Thessalonique A  | 16               |
| Thessalonique B  | 9                |
| Ioannina         | 5                |
| Kavala           | 4                |
| Kardítsa         | 4                |
| Kastoria         | 2                |
| Corfou           | 3                |
| Céphalonie       | 1                |
| Kilkís           | 3                |
| Kozani           | 5                |
| Corinthie        | 4                |
| Cyclades         | 4                |
| Laconie          | 3                |
| Larissa          | 8                |
| Lassithi         | 2                |
| Lesbos           | 3                |
| Leucade          | 1                |
| Magnésie         | 6                |
| Messénie         | 5                |
| Xánthi           | 3                |
| Pella            | 4                |
| Piérie           | 4                |
| Préveza          | 2                |
| Réthymnon        | 2                |
| Rhodope          | 3                |
| Samos            | 1                |
| Serrès           | 6                |
| Tríkala          | 4                |
| Phthiotide       | 5                |
| Flórina          | 2                |
| Phocide          | 1                |
| Chalcidique      | 3                |
| La Canée         | 4                |
| Chios            | 2                |

### Démographie
La XVIe législature du Parlement grec se caractérise par un renouvellement important et un fort rajeunissement de ses membres.
Parmi les 300 députés, 120 sont élus pour la première fois, 167 sont réélus, et 13 reviennent au Parlement après une période d'absence.
Le Parlement est composé de 230 hommes et 70 femmes.
Composition des groupes politiques de la XVIe législature du Parlement grec par genre des députés
- Femmes
- Hommes

La XVIe législature voit l'élection d'une nouvelle génération de députés trentenaires, qui abaisse la moyenne d'âge du Parlement. Elle comprend à la fois le plus jeune Premier ministre, la plus jeune présidente et le plus jeune porte-parole du gouvernement.

## Relations avec l'exécutif

### Gouvernement

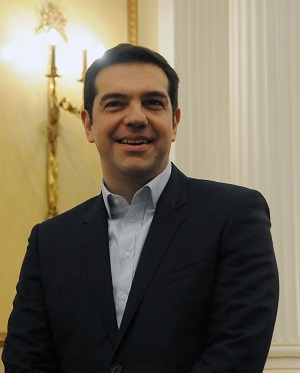
Le nouveau Premier ministre Aléxis Tsípras, en février 2015

Le Premier ministre Aléxis Tsípras prononce son discours de politique générale le 8 février 2015 devant le Parlement grec. À l'issue des trois jours de débat de politique générale, son gouvernement reçoit la confiance du Parlement dans la nuit du 11 février avec 162 voix pour, issues de la majorité parlementaire, et 137 voix contre.
La pratique des questions d'actualité au gouvernement, qui avait été interrompue lors de la précédente législature, est réactivée par le Premier ministre en avril 2015. La première séance de questions a lieu le 8 mai 2015.

### Président de la République

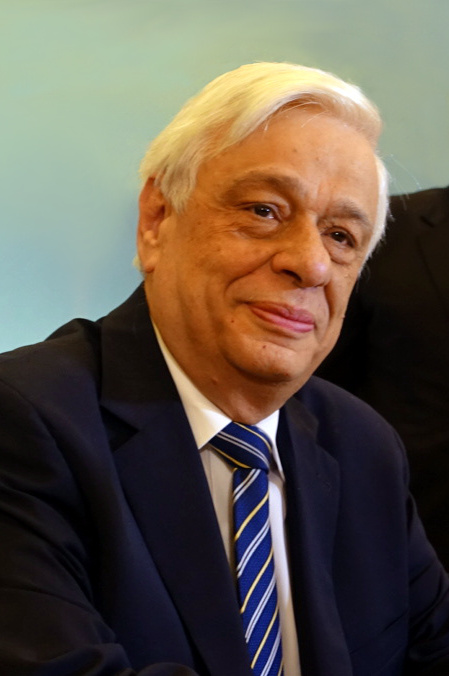
Le nouveau président de la République Prokópis Pavlópoulos, en 2015

Prokópis Pavlópoulos est élu président de la République hellénique par le Parlement le 18 février 2015 avec 233 voix. Il s'agit du quatrième tour de scrutin, les trois premiers ayant échoué à élire un candidat à la fin de la précédente législature. Sa candidature est soutenue par les partis de la majorité parlementaire, la SYRIZA et les Grecs indépendants, et par son propre parti, la Nouvelle Démocratie. Son unique concurrent, Níkos Alivizátos (el), est soutenu par La Rivière et le Mouvement socialiste panhellénique (PASOK) et obtient 30 voix. Aube dorée et le Parti communiste de Grèce votent « présent ».
Prokópis Pavlópoulos prête serment devant le Parlement grec le 13 mars 2015.

## Travaux parlementaires

### Œuvre législative

#### Loi sur la crise humanitaire

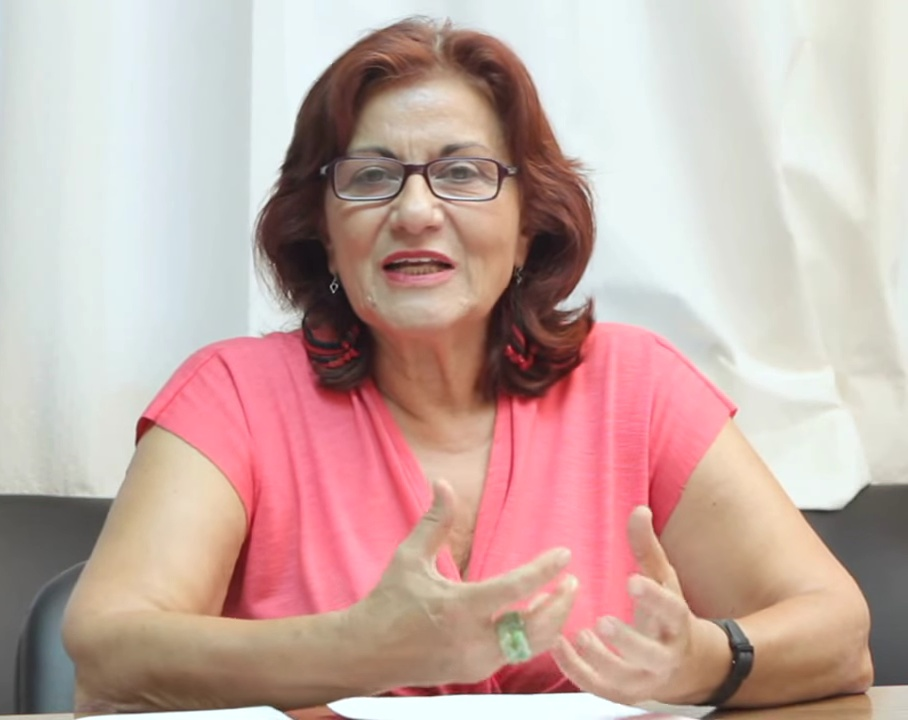
La ministre adjointe de la solidarité sociale Theanó Fotíou

La loi sur la crise humanitaire, qui vise à lutter contre la grande pauvreté, est la première mesure législative proposée par le nouveau gouvernement, qui en avait fait une priorité de sa campagne électorale. Elle prévoit la fourniture gratuite d'électricité aux foyers les plus démunis, ainsi que des aides au logement, des aides alimentaires, et des mesures en faveur des personnes privées d'emploi et sans assurance sociale, ainsi que la création d'un secrétariat général pour la lutte contre la corruption Le projet de loi est déposé le 3 mars 2015 par la ministre adjointe de la solidarité sociale Theanó Fotíou. La Commission européenne s'oppose à l'adoption de ces mesures, auxquelles elle reproche le principe de l'action unilatérale. Le projet est néanmoins défendu au Parlement par le Premier ministre et voté le 18 mars. En plus des députés de la majorité parlementaire, les groupes d'opposition de Nouvelle Démocratie et du Mouvement socialiste panhellénique (PASOK) approuvent le texte, après avoir fait obstacle à la procédure de vote par appel nominal,. La loi est promulguée le 19 mars 2015.

#### Loi portant réglementation pour relancer l'économie
La loi portant réglementation pour relancer l'économie complète le dispositif introduit par la loi sur la crise humanitaire. Elle réforme le système fiscal dans le double objectif de venir en aide aux plus démunis et d'augmenter les recettes fiscales de l'État en luttant contre la fraude fiscale. Elle prévoit notamment la possibilité pour les contribuables de régler leurs arriérés d'impôts en cent versements avec des pénalités réduites. Le projet de loi est déposé le 17 mars et examiné en procédure d'urgence. La loi est votée le 20 mars à une large majorité, avec les voix des groupes SYRIZA, ANEL, Nouvelle Démocratie et PASOK. Les groupes La Rivière et Aube dorée ont voté « présent ». La loi est promulguée le 21 mars.

#### Loi de réforme pénitentiaire
La loi de réforme pénitentiaire abolit les prisons de type C et introduit des mesures de réforme du système carcéral. Le projet de loi est déposé le 2 avril par le ministre de la justice Níkos Paraskevópoulos. Le texte supprime les prisons de haute sécurité, dites de type C. Il restreint le recours aux peines privatives de liberté pour les mineurs et prévoit des aménagements de peine pour les détenus très âgés ou lourdement handicapés. Il vise également à améliorer les conditions de détention des détenus, pour lesquelles la Grèce a été condamnée à plusieurs reprises par la Cour européenne des droits de l'homme. La veille de son dépôt, une quinzaine de manifestants avaient pénétré dans la cour du Parlement en portant des banderoles pour protester contre les prisons de type C et afficher leur soutien aux détenus en grève de la faim. La loi est adoptée le 17 avril 2015 par la majorité parlementaire et promulguée le 27 avril.

#### Loi de ratification sur la Banque de Grèce
La loi de ratification sur le transfert de la trésorerie des entités publiques à la Banque de Grèce ratifie l'acte à contenu législatif (el) du 20 avril 2015, qui prévoit le dépôt obligatoire de la trésorerie des personnes publiques grecques, notamment les collectivités locales, à la Banque de Grèce, pour permettre au gouvernement de faire face à ses échéances immédiates de remboursement à ses créanciers. Cette mesure est vivement critiquée par les autorités concernées et les partis de l'opposition. Déposé le jour même au Parlement, le projet de loi de ratification est adopté le 24 avril par les partis de la majorité par 156 voix pour et 104 voix contre. La loi est promulguée le 27 avril.

#### Loi sur l'organisme public de radio-télévision

Le logo de l'ERT

La loi sur l'organisme public de radio-télévision recrée le groupe audiovisuel public Ellinikí Radiofonía Tileórasi (ERT), supprimé en 2013 par la précédente législature. La réouverture de l'ERT était l'une des promesses de campagne du Premier ministre, qui en avait fait un symbole de l'opposition à la politique d'austérité budgétaire. Le projet de loi est présenté le 1er avril 2015 par le ministre d'État Níkos Pappás, qui le présente comme « une victoire pour la démocratie ». Il prévoit la possibilité de réintégrer 1550 anciens salariés de l'ERT. Le budget de la nouvelle société est fixé à 60 millions d'euros par an, financé par une redevance audiovisuelle mensuelle de 3 euros. La loi est votée dans la nuit du 29 avril avec les voix de la majorité parlementaire et promulguée le 29 avril.

#### Loi de lutte contre la violence dans le sport
La loi de lutte contre la violence dans le sport vise à réprimer la violence dans les stades. Le projet de loi est déposé par le secrétaire d'État aux sports Stavros Kontonis le 21 avril 2015. Le texte est adopté dans son ensemble à une large majorité le 6 mai, avec les voix des groupes SYRIZA, ANEL, La Rivière et PASOK. Les groupes Nouvelle Démocratie et Aube dorée ont voté contre et le groupe KKE a voté « présent ». En revanche, l'article 5, qui porte sur le statut des membres des organes disciplinaires de la Fédération hellénique de football, est controversé. Il est voté par appel nominal avec 146 voix pour, 67 voix contre, et 33 votes « présent » ; plusieurs membres des Grecs indépendants ont voté contre ou « présent ». La loi est promulguée le 7 mai.

#### Loi sur la démocratisation de l'administration

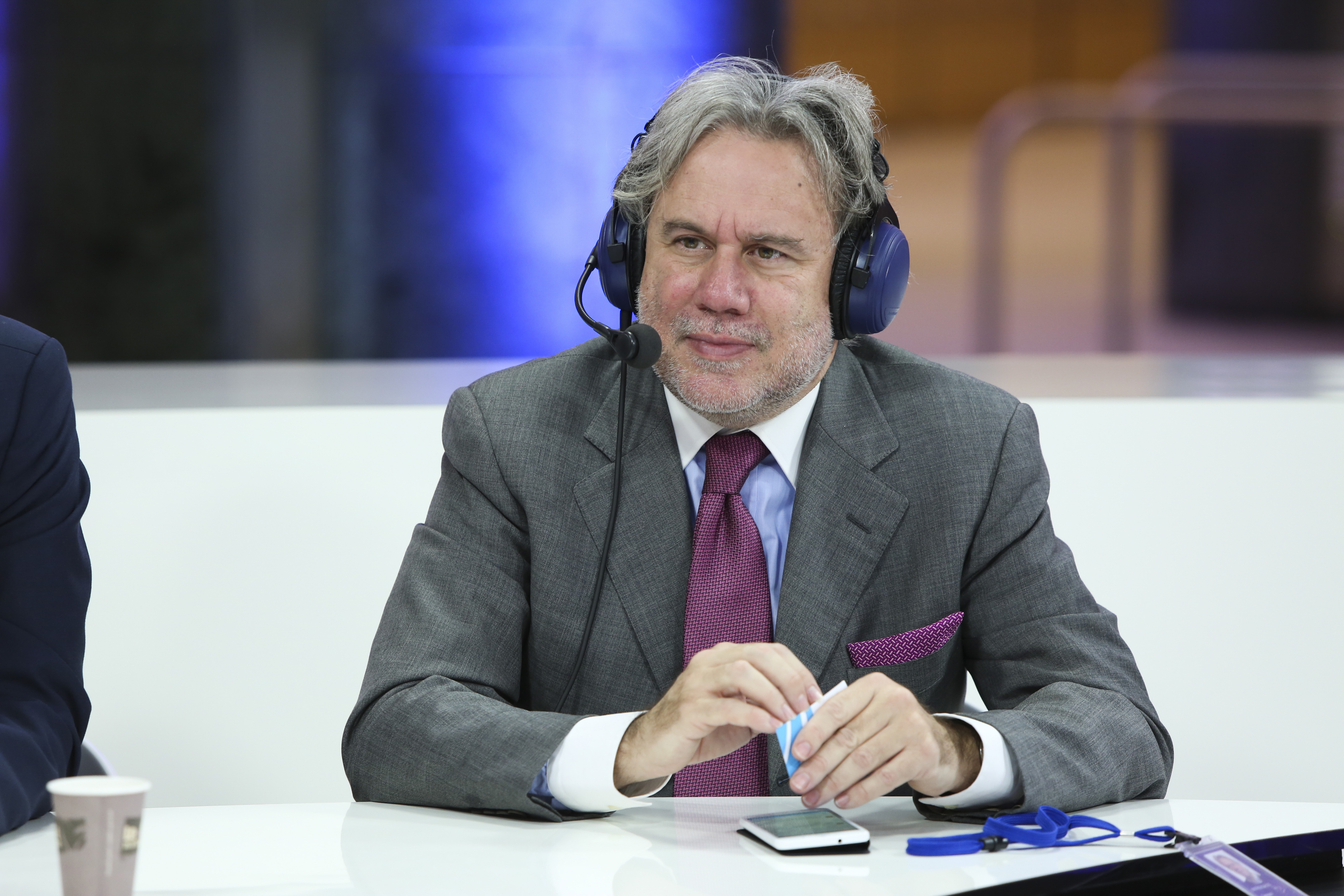
Le ministre adjoint de la réforme administrative Geórgios Katroúgalos

La loi sur la démocratisation de l'administration prévoit des créations de postes dans la fonction publique et introduit des mesures de réduction des formalités administratives. Le projet de loi est présenté par le ministre adjoint de la réforme administrative Geórgios Katroúgalos le 6 avril 2015. Il prévoit notamment la réintégration de 4000 fonctionnaires licenciés dans le cadre des plans d'austérité budgétaire et l'embauche de 6000 lauréats des concours de la fonction publique, qui étaient des promesses électorales du gouvernement. Le texte est adopté le 7 mai avec 157 voix issues des partis de la majorité parlementaire. La loi est promulguée le 11 mai.

#### Loi sur l'enseignement

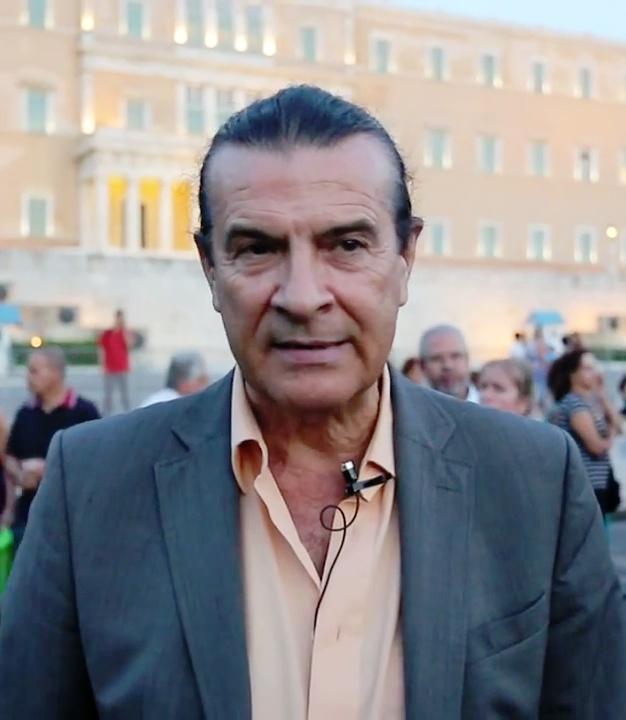
Le ministre adjoint de l'éducation Tássos Kourákis

La loi sur l'enseignement modifie diverses dispositions relatives à l'enseignement primaire, secondaire et supérieur. Le projet de loi est déposé le 30 avril par le ministre adjoint de l'éducation Tássos Kourákis, qui engage la procédure d'urgence. Le texte est adopté par la commission des affaires éducatives le 4 mai par les partis de la majorité, puis voté en séance plénière le 12 mai par 145 voix pour issues de la majorité parlementaire, et 107 voix contre. La loi est promulguée le 14 mai.

#### Loi de ratification sur le soutien à l'Industrie sucrière hellénique
La loi de ratification sur le soutien à l'Industrie sucrière hellénique ratifie l'acte à contenu législatif (el) du 27 mars 2015, qui prévoit une aide de 30 millions d'euros à l'Industrie sucrière hellénique pour le règlement des dettes et la recapitalisation de l'entreprise, en grande difficulté financière. Le sauvetage de l'entreprise avait été annoncé par le ministre de la reconstruction de la production Panayiótis Lafazánis en février 2015. Le projet de loi de ratification, déposé par le gouvernement le 1er avril, est adopté le 13 mai par les partis de la majorité parlementaire. La loi est promulguée le 14 mai.

#### Loi sur le règlement des litiges
La loi sur le règlement des litiges administratifs vise à faciliter et accélérer le règlement des litiges devant les tribunaux administratifs. Déposé le 3 mai, le texte est adopté le 28 mai en séance plénière avec les voix des groupes SYRIZA, ANEL, Nouvelle Démocratie, La Rivière et PASOK. La loi est promulguée le 2 juin.

#### Loi sur l'impôt sur le revenu
La loi d'adaptation des dispositions du Code des impôts vise à corriger certaines distorsions dans le calcul de l'impôt sur le revenu introduites par les précédentes lois fiscales au détriment de certaines catégories de travailleurs. Il modifie notamment les règles de calcul de l'impôt applicables aux travailleurs précaires à faible revenu, aux agriculteurs et aux travailleurs expatriés. Le projet de loi est déposé le 11 juin par la ministre adjointe des finances Nádia Valaváni. Le gouvernement engage la procédure d'urgence. Le texte est voté le 12 juin à une large majorité : les groupes SYRIZA, ANEL, Nouvelle Démocratie, La Rivière et PASOK votent pour, le groupe KKE vote « présent » et le groupe Aube dorée est absent. La loi est promulguée le 16 juin.

#### Loi sur le handicap, l'invalidité et l'assurance sociale
La loi sur le handicap, l'invalidité et l'assurance sociale comporte des dispositions relatives aux personnes handicapées, aux centres de certification d'invalidité, et une réforme du régime d'assurance sociale des marins. Dans le cadre de la politique de lutte contre les effets de la crise humanitaire, la loi élargit également l'accès à la pension minimale de retraite de 360 euros à toutes les personnes âgées non assurées. Déposé au Parlement le 16 juin, le texte est adopté le 30 juin dans une atmosphère de confusion, juste avant la suspension des travaux parlementaires pendant les opérations de référendum. La loi est promulguée le 2 juillet.

#### Loi sur la nationalité

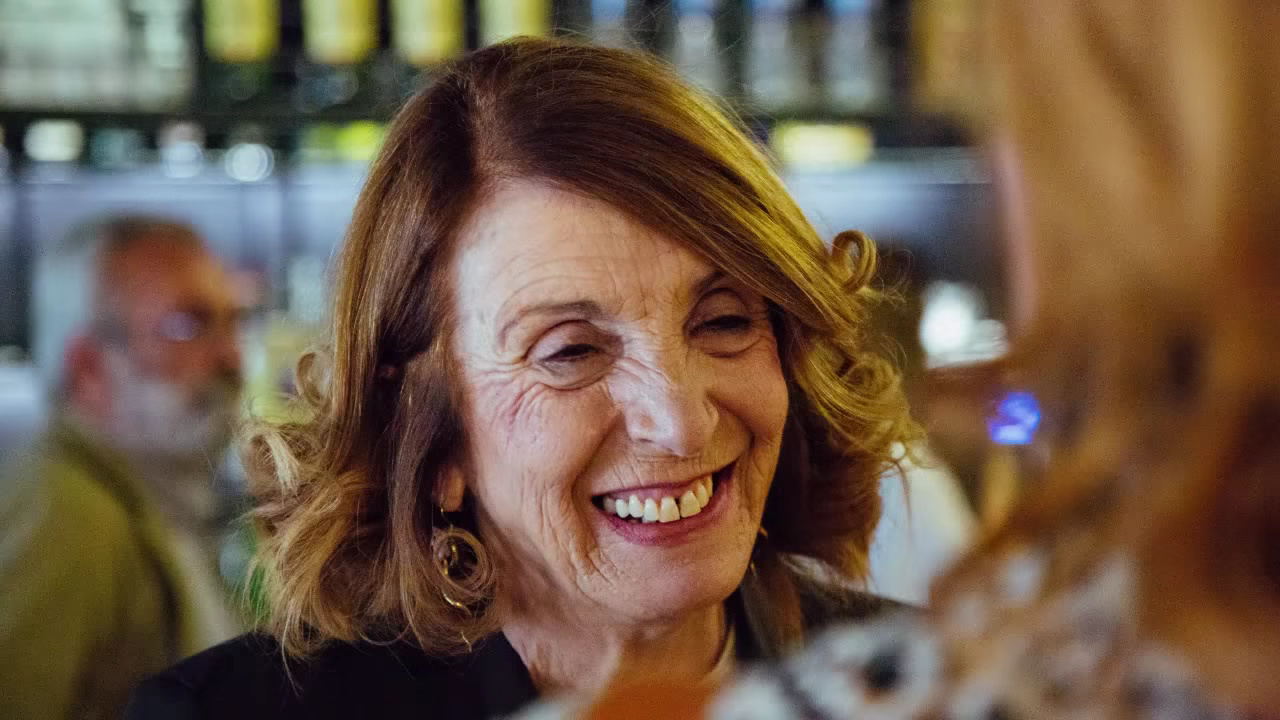
La ministre adjointe de la politique migratoire Tasia Christodoulopoulou, en mai 2015

La loi sur la réforme du Code de la nationalité grecque assouplit les conditions d'octroi de la citoyenneté grecque, notamment aux enfants d'immigrés qui ont grandi en Grèce. Annoncée par la ministre adjointe de la politique migratoire Tasia Christodoulopoulou en février 2015, elle était l'un des engagements du gouvernement. Le projet de loi est déposé au Parlement le 3 juin. Il suscite la division au sein de la majorité parlementaire : soutenu par la SYRIZA, il est contesté par son partenaire de coalition, les Grecs indépendants (ANEL). Le texte est voté en principe le 25 juin par appel nominatif, avec 172 voix pour issues des groupes SYRIZA, La Rivière et PASOK et du député ANEL Kóstas Zouráris, 91 voix contre issues des groupes ANEL, Nouvelle Démocratie et Aube dorée, et 4 votes « présent » du groupe KKE. Les articles restant en discussion sont adoptés le 7 juillet et la loi est promulguée le 9 juillet.

### Commissions spéciales

#### Commission d'audit pour la vérité sur la dette
La commission d'audit pour la vérité sur la dette grecque est une commission d'expertise instituée pour réaliser un audit sur la légalité et la légitimité de la dette publique de la Grèce. Elle doit examiner les emprunts contractés par l'État grec, notamment sur la période 2009-2014, pour déterminer s'ils sont conformes au droit national et international, et s'ils correspondent à l'intérêt général. L'audit des finances publiques est une obligation prévue par le règlement européen sur la surveillance économique et budgétaire de 2013, qui n'avait encore jamais été mise en application. La commission d'audit est créée à l'initiative de la présidente du Parlement, Zoé Konstantopoúlou ; a posteriori, celle-ci la considère comme la principale réalisation de son mandat parlementaire.
La commission d'audit est annoncée à la presse le 17 mars 2015 par Zoé Konstantopoúlou en présence de la députée européenne Sofía Sakoráfa et du porte-parole du Comité pour l'annulation de la dette du tiers monde Éric Toussaint. Ce dernier est le coordonnateur scientifique de ses travaux. Le travail d'audit débute le 4 avril après avoir reçu le soutien du président de la République et du Premier ministre.
La commission d'audit rend son rapport préliminaire le 17 juin 2015,. Elle conclut qu'une partie importante de la dette publique grecque est « illégale, illégitime et odieuse », de sorte que la Grèce serait juridiquement fondée à dénoncer une partie de sa dette. Le rapport souligne en particulier l'illégalité des prêts consentis en 2010 dans le cadre du premier mémorandum conclu avec le Fonds monétaire international, la Banque centrale européenne et la Commission européenne.
Le rapport est complété par une analyse du troisième mémorandum,, publiée le 4 octobre 2015 dans les heures précédant l'élection du président du Parlement grec pour la XVIIe législature. Le comité conclut que le mémorandum, conçu suivant les mêmes principes que les deux programmes précédents, est voué à l'échec.

#### Commission parlementaire sur l'évaluation des dettes de guerre allemandes

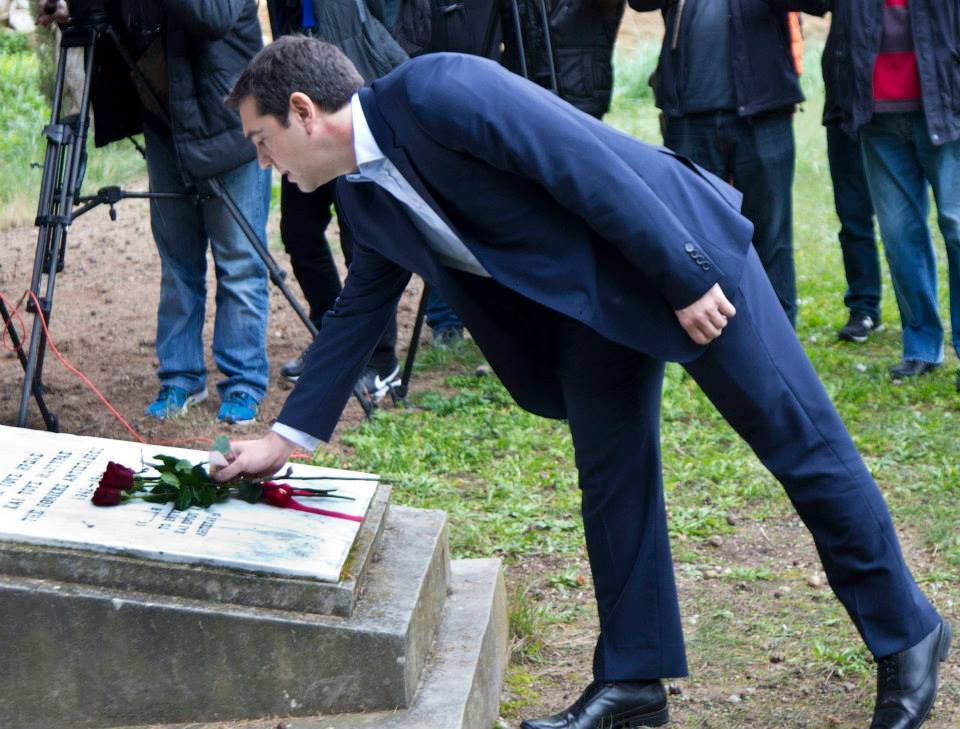
Le Premier ministre Aléxis Tsípras rend hommage aux victimes de Kaisariani, le 26 janvier 2015

La commission sur l'évaluation des dettes de guerre allemandes est une commission parlementaire chargée d'évaluer le montant des réparations dues par l'Allemagne à raison de l'occupation de la Grèce pendant la Seconde Guerre mondiale. Le Premier ministre Aléxis Tsípras a montré son attachement à cette question en rendant hommage au victimes de l'Occupation au mémorial de Kaisariani le 26 janvier 2015, immédiatement après sa prestation de serment. Le Premier ministre annonce son soutien à la création de la commission parlementaire dans un discours prononcé le 10 mars devant le Parlement. Celle-ci est approuvée à l'unanimité par le Parlement dans la nuit suivante.
La commission parlementaire commence son travail le 1er avril 2015. Elle examine le coût des dommages causés par l'occupant et de l'indemnisation des victimes de massacres, ainsi que le remboursement d'un prêt forcé de la Banque de Grèce et la restitution de biens archéologiques. Elle auditionne le ministre adjoint des finances Dimítris Márdas, qui déclare que le montant actualisé des réparations de guerre dues par l'Allemagne est de 278,7 milliards d'euros, selon l'évaluation de la Cour des comptes.
Les demandes de la Grèce sont rejetées par le gouvernement allemand, qui les juge « stupides », et le remboursement des sommes avancées est jugé peu réaliste. Elles présentent en revanche un double intérêt pour le gouvernement grec. D'une part, celui-ci tient à aborder des sujets passés sous silence par les précédents gouvernements pour restaurer la confiance de la population dans un pays très marqué par la crise économique. D'autre part, le gouvernement souhaite souligner une contradiction historique entre la restructuration des dettes de l'Allemagne en 1953 et l'exigence de remboursement intégral imposée à la Grèce par ses créanciers. Par ailleurs, la question des dettes de guerre fait débat en Allemagne, en particulier après que le président fédéral s'est déclaré favorable au versement de réparations à la Grèce.

#### Commission permanente sur les institutions et la transparence
La commission permanente sur les institutions et la transparence (el) est présidée par la présidente du Parlement Zoé Konstantopoúlou (SYRIZA), élue le 1er avril 2015 avec 13 votes pour et 3 votes blancs. Charálampos Athanasíou (Nouvelle Démocratie) en est le vice-président et Spyrídon Lykoúdis (La Rivière) en est le secrétaire.
La commission enquête sur l'affaire Siemens (el), un scandale de corruption de dirigeants grecs par le groupe Siemens pour conclure des contrats publics à la fin des années 1990 et au début des années 2000. Les travaux d'une précédente enquête parlementaire avaient débouché sur un compromis extrajudiciaire signé en août 2012 par le ministre des finances Ioánnis Stournáras avec Siemens, dont la légalité et le coût pour les contribuables grecs sont contestés. La commission souhaite auditionner Ioánnis Stournáras, devenu gouverneur de la Banque de Grèce, mais celui-ci décline les convocations qui lui sont adressées en juin et en août 2015,.
La seconde priorité de la commission est l'enquête sur la liste Lagarde, une liste de personnes soupçonnées d'évasion fiscale via des comptes bancaires non déclarés à la banque HSBC en Suisse.

### Vie parlementaire

#### Organisation des travaux
La XVIe législature est marquée par la personnalité de sa présidente, Zoé Konstantopoúlou, qui exerce une influence importante sur les travaux parlementaires. Députée de la SYRIZA depuis 2012, elle s'est fait connaître par ses activités militantes contre la corruption et la fraude fiscale. Elle est la plus jeune présidente du Parlement grec et la deuxième femme à ce poste, ce qui lui attire l'inimitié de certains opposants. Les députés de l'opposition lui reprochent notamment son intransigeance. Zoé Konstantopoúlou est aussi critiquée par certains membres de son propre parti, qui l'accusent de prendre des décisions unilatérales dans son intérêt personnel ; elle dispose néanmoins de la confiance et de l'amitié du Premier ministre.
En mars 2015, elle présente à la presse une série de réformes du Parlement, qui consistent en particulier à accroître la transparence des débats parlementaires, à éliminer certains privilèges des députés et à lutter contre l'absentéisme par des retenues sur leurs indemnités de fonction. Elle est également à l'origine de la création de la commission d'audit pour la vérité sur la dette et de la réouverture de l'enquête sur l'affaire Siemens (el) et la liste Lagarde au sein de la commission permanente sur les institutions et la transparence (el) qu'elle préside.
Au cours de la législature, elle est la cible d'attaques misogynes dans la presse, qui culminent à l'été 2015, après qu'elle a pris publiquement position contre la conclusion du troisième mémorandum avec les créanciers de la Grèce.

#### Levée de l'immunité d'Ilias Kasidiaris
Le 12 mai 2015, le Parlement grec vote la levée de l'immunité parlementaire du député d'Aube dorée Ilías Kassidiáris dans le cadre d'une enquête pour incitation à la haine, par 190 voix pour, 18 voix contre et 17 voix « présent ».

## Crise de la dette publique
La crise des finances publiques et les négociations menées par le gouvernement avec les créanciers de la Grèce dominent l'ensemble des débats parlementaires pendant la XVIe législature.

### Négociations européennes

#### La prolongation du deuxième mémorandum

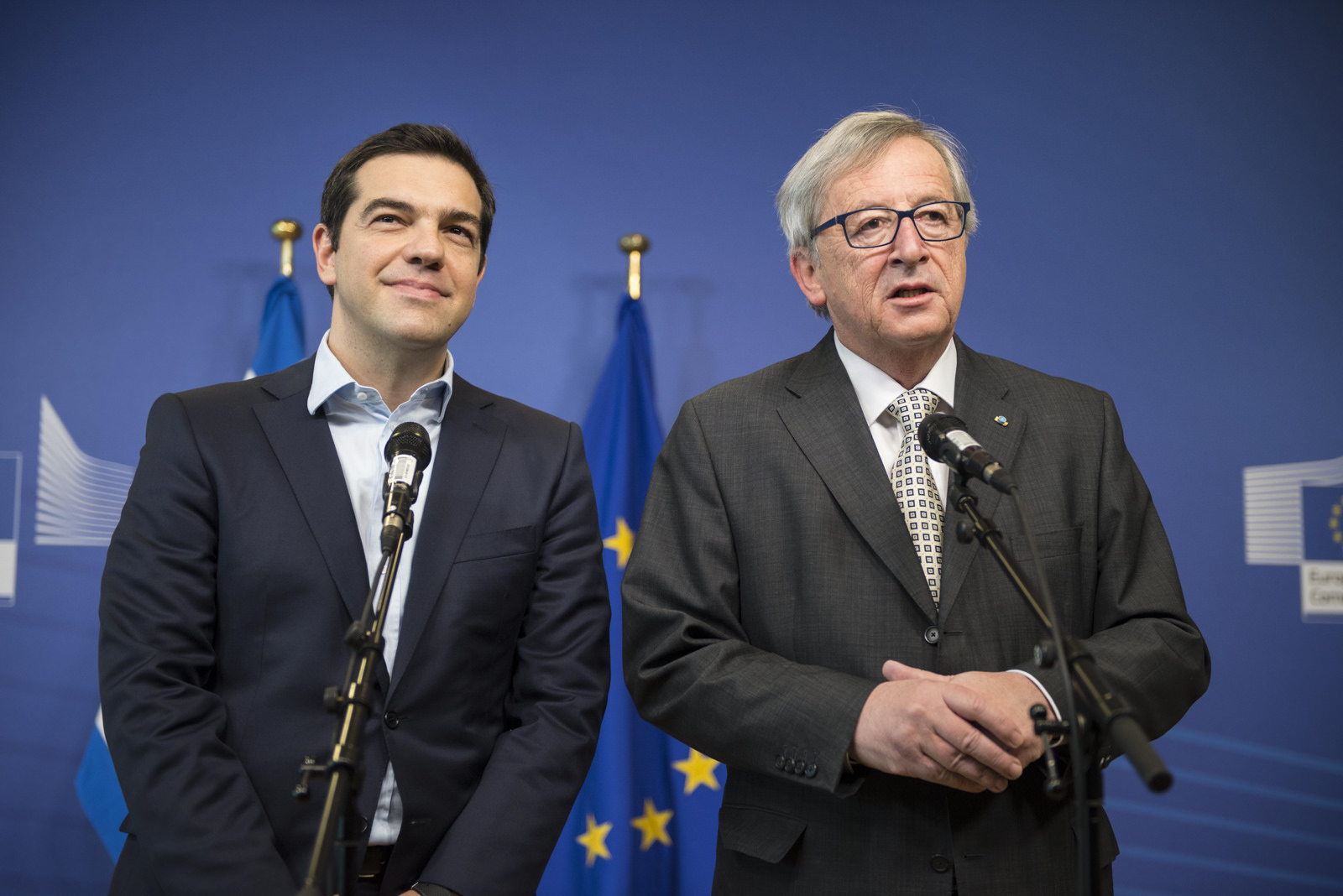
Le Premier ministre Aléxis Tsípras et le président de la Commission européenne Jean-Claude Juncker, en mars 2015

Au début de l'année 2015, la dette publique de la Grèce atteint 321,7 milliards d'euros, soit 175 % du produit intérieur brut, dont 70,5 % sont détenus par les créanciers publics internationaux. La richesse nationale a diminué de 25 % en six années de récession. Le deuxième programme de prêts conclu avec les créanciers en 2012 arrive à échéance le 28 février 2015, et la capacité de l'État à faire face à ses échéances de remboursement est incertaine. Le gouvernement issu de la nouvelle majorité parlementaire s'est engagé à réclamer une restructuration de la dette.
Les premières semaines de négociations se soldent par un accord conclu par l'Eurogroupe le 20 février 2015, qui prévoit une extension de quatre mois du programme de prêts de 2012, pour un montant de 7,2 milliards d'euros, conditionnée au contrôle des créanciers sur les réformes et les mesures budgétaires décidées par le gouvernement grec. Une première feuille de route établie par le gouvernement est approuvée par les créanciers le 24 février, mais les listes de réformes proposées dans les mois suivants sont rejetées par les autres membres de l'Eurogroupe.

#### Des négociations infructueuses
En l'absence d'accord de l'Eurogroupe, la dernière tranche de prêts de 7,2 milliards d'euros prévue par le deuxième mémorandum n'est pas versée, ce qui place l'État dans une situation de crise de liquidité pour continuer à honorer ses échéances de remboursement.
Le Premier ministre rend compte au Parlement grec de l'état des discussions dans un discours suivi d'un débat parlementaire le 30 mars. Il s'exprime à nouveau devant le Parlement le 5 juin pour rejeter la proposition présentée par les créanciers trois jours auparavant.
Les négociations se poursuivent sans déboucher sur un accord, alors que le deuxième programme de prêts s'achève le 30 juin et qu'un défaut souverain suivi de la sortie de la Grèce de la zone euro devient plus probable.

Carte du score du « non » du référendum du 5 juillet 2015

Le 27 juin, le Premier ministre annonce la tenue d'un référendum sur la proposition d'accord présentée par les créanciers. Devant le Parlement, il appelle à voter « non » et précise que le refus de la proposition des créanciers ne correspond pas un refus d'appartenir à la zone euro. Le Parlement grec adopte la proposition de référendum dans la nuit du 28 juin par 178 voix pour et 120 voix contre,.
Dans le même temps, la fuite des capitaux conduit le Premier ministre à annoncer le 28 juin la fermeture des banques et l'instauration du contrôle des capitaux pour éviter l'effondrement du système bancaire. Le 30 juin, la Grèce est en situation de défaut souverain.
Le référendum du 5 juillet 2015 sur la proposition des créanciers débouche sur une victoire du « non ».

### Après le référendum

#### La fin des négociations
Le Premier ministre réunit le 7 juillet les présidents des partis représentés au Parlement, à l'exception d'Aube dorée, pour obtenir leur soutien en vue de la reprise des négociations avec les créanciers. Tous sauf le Parti communiste de Grèce signent une déclaration commune qui définit les objectifs de négociation du gouvernement.
Le Parlement grec débat le 10 juillet de la demande formelle d'un troisième programme de prêts présentée par le gouvernement, qualifiée de « capitulation » par la presse. Les réformes proposées en l'échange des prêts correspondent pour une large part aux demandes des créanciers, le gouvernement cédant sur de nombreux points dans le but d'obtenir un engagement sur une restructuration de la dette. Le Parlement vote le mandat de négociation du Premier ministre à une large majorité de 251 voix dans la nuit. Nouvelle Démocratie, le Mouvement socialiste panhellénique (PASOK) et La Rivière votent pour, Aube dorée et le Parti communiste de Grèce votent contre. Au sein de la majorité parlementaire, 2 députés de la SYRIZA votent contre, 8 votent « présent » et 7 ne prennent pas part au vote.

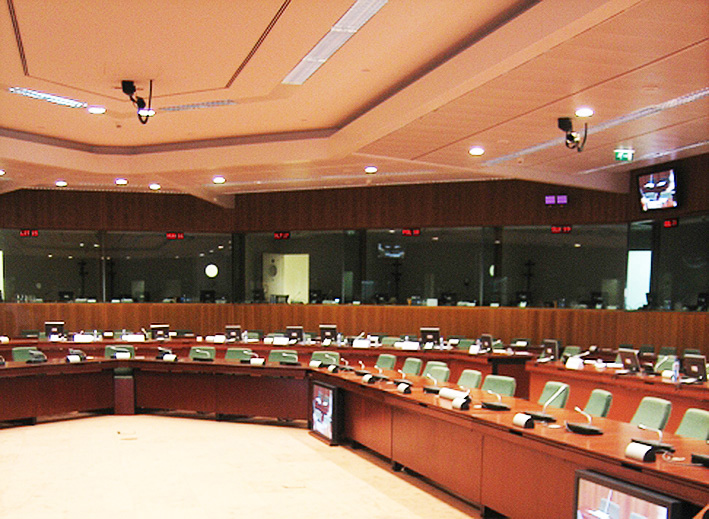
La salle de réunion du Conseil européen, à Bruxelles

Le sommet de la zone euro des 12 et 13 juillet 2015 débouche sur un accord des dix-neuf chefs d'État ou de gouvernement sur un troisième programme de prêts, conditionné à l'adoption par le Parlement grec d'une liste détaillée de mesures. Ces « actions préalables » doivent être adoptées avant le 15 et le 22 juillet et constituent une condition pour l'ouverture des discussions sur un mémorandum d'entente. L'accord prévoit également d'autres réformes en matière économique, la création d'un fonds de privatisation des actifs grecs, et l'obligation au gouvernement grec de recueillir l'approbation des créanciers sur tous les projets de loi en matière économique. L'éventualité d'une restructuration de la dette est mentionnée par le texte de l'accord, mais elle est reportée et conditionnée à l'évaluation de la mise en œuvre de l'accord, et exclut une réduction nominale.

#### L'adoption des mesures préalables des 15 et 22 juillet 2015
L'accord divise la majorité parlementaire du SYRIZA. Le Premier ministre Aléxis Tsípras réunit son groupe parlementaire quelques heures avant le débat en séance plénière pour leur demander d'approuver l'accord, soulignant que son gouvernement ne pourrait rester en fonction sans le soutien de sa majorité parlementaire. L'approbation du Parlement est certaine grâce aux voix des partis d'opposition, mais l'importance des défections au sein du SYRIZA est décisive pour le gouvernement. La majorité parlementaire est composée de 162 députés, dont 149 députés du SYRIZA et 13 députés des Grecs indépendants. Si le nombre de dissidents est supérieur à 40, le gouvernement ne disposera plus des 121 députés nécessaires pour se maintenir au pouvoir.
Le premier projet de loi de mesures préalables approuve l'accord et adopte les premières mesures exigées, qui comprennent des hausses d'impôts, notamment de la TVA, et une réforme des retraites,. Le texte est adopté par le Parlement grec en procédure d'urgence dans la nuit du 15 au 16 juillet par 229 voix « pour », 64 voix « contre », 6 voix « présent » et 1 absence. 39 députés du SYRIZA ne votent pas l'accord, parmi lesquels le précédent ministre des finances, la présidente du Parlement et plusieurs membres du gouvernement. L'accord est ratifié grâce aux voix des partis d'opposition Nouvelle Démocratie, PASOK et La Rivière.
La loi a été adoptée avec une large majorité, et le nombre de dissidents du SYRIZA est resté inférieur à 40, le seuil qui aurait réduit le soutien au gouvernement à moins de 121 députés. Cependant, le gouvernement a perdu sa majorité, la loi ayant été adoptée avec les voix de l'opposition. De plus, plusieurs membres du gouvernement ont voté contre l'accord. Alors que la formation d'un gouvernement de technocrates ou d'un gouvernement d'union nationale, c'est-à-dire une coalition avec les partis d'opposition, était souhaitée par les créanciers de la Grèce, le Premier ministre opte pour un remaniement ministériel le 17 juillet. Les députés dissidents ne quittent pas le groupe parlementaire, ce qui permet au gouvernement de conserver sa majorité.
Le second projet de loi de mesures préalables consiste en l'adoption d'un code de procédure civile visant à réduire les coûts de la justice, et la transposition de la directive « BRRD » sur la résolution des crises bancaires. Le texte est adopté par le Parlement grec en procédure d'urgence dans la nuit du 22 au 23 juillet par 230 voix « pour », 63 voix « contre », 5 voix « présent » et 2 absences. La majorité est à nouveau atteinte grâce aux voix de l'opposition, 36 députés du SYRIZA ayant voté contre ou « présent »,.

#### Le mémorandum d'entente du 14 août 2015
Après l'adoption des actions préalables, le troisième mémorandum d'entente est négocié par le gouvernement avec les représentants des créanciers. Un accord technique est obtenu dès le 11 août. Le mémorandum prévoit des prêts de 86 milliards d'euros répartis sur trois ans, conditionnés à l'adoption d'un catalogue détaillé de réformes. Celui-ci comprend deux nouvelles séries de mesures prioritaires qui doivent être respectivement adoptées la semaine suivante et au mois d'octobre. Le mémorandum impose également un solde primaire de -0,25 % en 2015, 0,5 % en 2015, 1,75 % en 2017 et 3,5 % en 2018.
Le projet de loi sur la ratification de l'accord avec le Mécanisme européen de stabilité ratifie le mémorandum et transpose les 35 mesures prioritaires qu'il prévoit. Il comprend notamment une réforme des retraites, qui limite l'accès aux dispositifs de retraite anticipée, et une réduction des subventions sur le carburant aux agriculteurs. La loi est votée le 14 août en procédure d'urgence au terme d'une nuit de débats très vifs entre le gouvernement, les dissidents de la SYRIZA et les partis d'opposition. Le mémorandum est ratifié par 222 voix « pour », 64 voix « contre » et 11 voix « présent », avec les voix de Nouvelle Démocratie, du PASOK et de La Rivière ; 31 députés de la SYRIZA s'y sont opposés. Le mémorandum d'entente est signé lors de l'Eurogroupe du 14 août.

## Dissolution

### Démission du gouvernement
À l'été 2015, la conclusion des accords conduisant à un troisième programme de prêts a fait perdre au Premier ministre sa majorité au Parlement grec. Alors qu'il disposait d'une majorité de 162 sièges, composée des 149 députés de la SYRIZA et des 13 députés des Grecs indépendants, près d'une quarantaine d'entre eux ont voté contre la ratification de l'accord du 13 juillet et les trois lois mettant en œuvre ses dispositions. Le gouvernement envisage de solliciter la confiance du Parlement ; un vote négatif est probable et conduirait le pays vers des élections législatives anticipées.
Le 20 août 2015, le Premier ministre présente sa démission au président de la République et demande la convocation d'élections législatives anticipées.

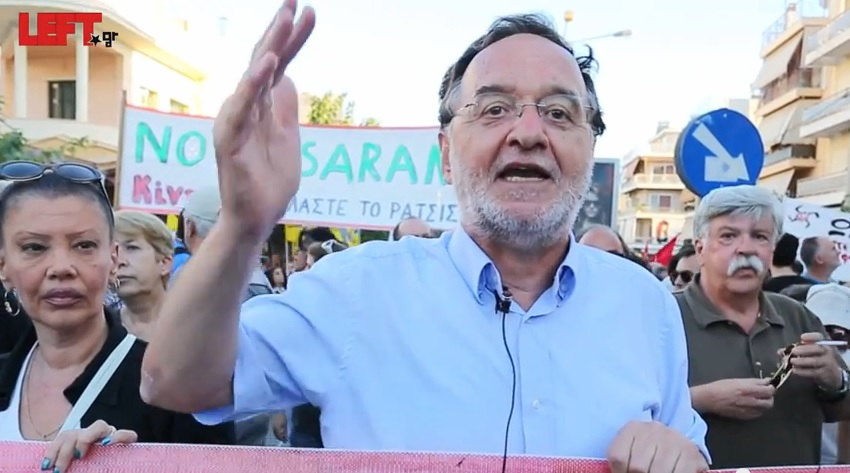
Le président d'Unité populaire Panayiótis Lafazánis

Le lendemain, vingt-cinq députés dissidents de la SYRIZA, dirigés par Panayiótis Lafazánis, font scission et créent un nouveau groupe parlementaire, Unité populaire. Ils sont la troisième force politique au Parlement, ce qui leur permet de participer au processus des mandats exploratoires (el).

### Mandats exploratoires
La démission du gouvernement entraîne l'application de la procédure des mandats exploratoires (el) prévue par l'article 37 de la Constitution. Le Premier ministre démissionnaire refuse d'ouvrir des discussions avec les autres partis pour former un nouveau gouvernement de coalition. Le président de la République confie le deuxième mandat au président de Nouvelle Démocratie Evángelos Meïmarákis le 21 août. Au terme des trois jours de discussion, le troisième et dernier mandat revient au président d'Unité populaire Panayiótis Lafazánis le 24 août. En raison du refus de la SYRIZA, des Grecs indépendants et du Parti communiste de Grèce de participer à un gouvernement d'union nationale, le président de la République décide de ne pas réunir le conseil des dirigeants politiques et d'effectuer la consultation des chefs de parti par téléphone.

### Gouvernement de transition et dissolution

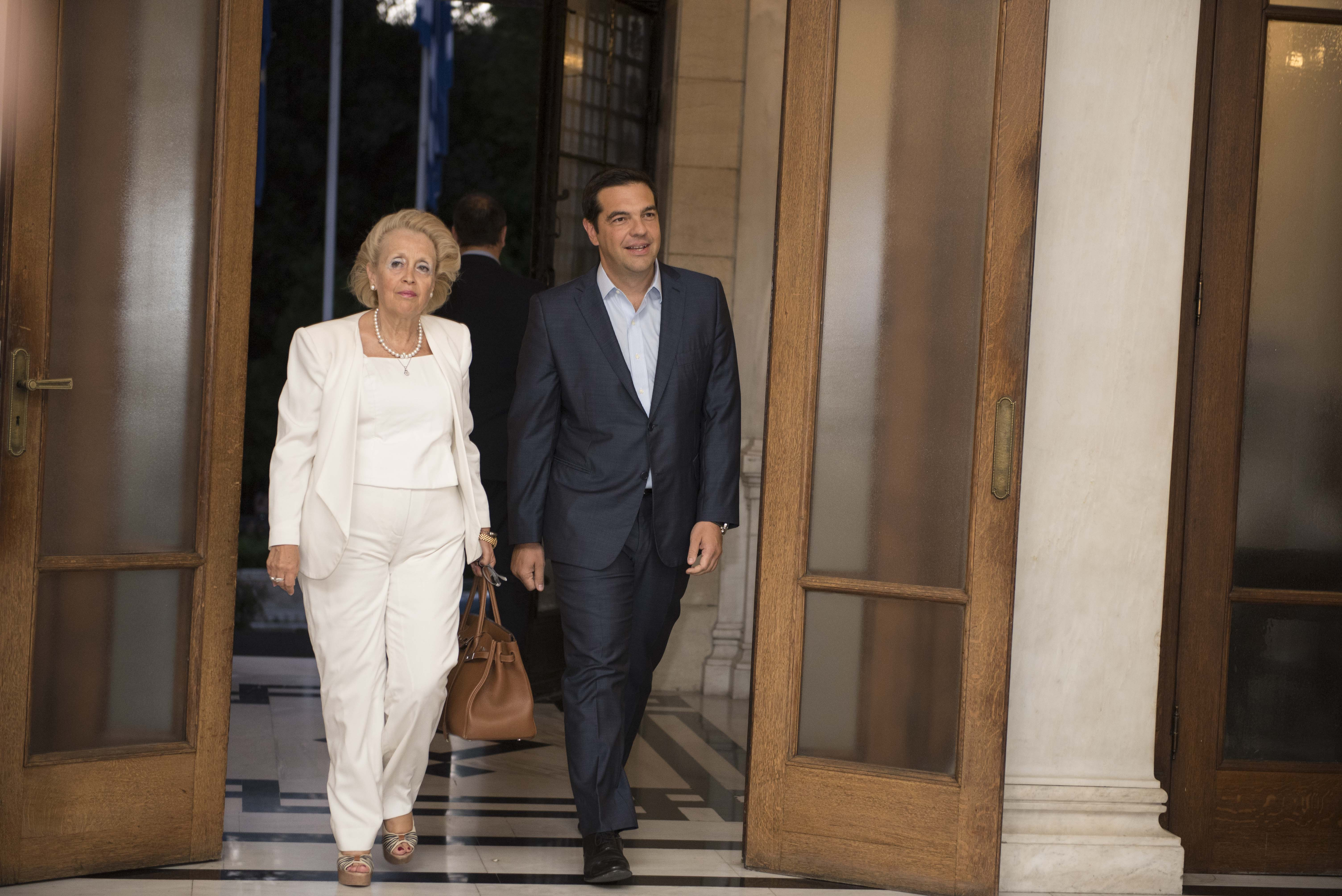
Vassilikí Thánou-Christophílou et Aléxis Tsípras lors de la passation de pouvoir le 27 août 2015

La présidente de la Cour de cassation Vassilikí Thánou-Christophílou est nommée Première ministre le 27 août et chargée de diriger un gouvernement de transition jusqu'aux élections anticipées. Elle forme son gouvernement le lendemain, composé d'experts reconnus par la plupart des partis politiques.
Le même jour, le président de la République prononce la dissolution du Parlement et fixe l'organisation des élections législatives anticipées au 20 septembre.

### Documents officiels
1. ↑  (el) Συνεδρίαση Ολομέλειας 05/02/2015 Α', séance plénière du 5 février 2015, site du Parlement grec.
2. ↑  (fr) Bureau du Parlement, site du Parlement grec.
3. ↑  (fr) Anciens vice-présidents, site du Parlement grec.
4. ↑  (fr) Questeurs et secrétaires, site du Parlement grec, archive du 29 juin 2015.
5. ↑  (el) 'Αρθρo 16:Tεκμήρια - ίδρυση - μεταβoλές, article 16 du Règlement du Parlement grec, site du Parlement grec.
6. ↑  (el) 'Αρθρo 17:Eκπρoσώπηση - αναπλήρωση - περιoρισμoί, article 17 du Règlement du Parlement grec, site du Parlement grec.
7. ↑  (fr) Bureaux des groupes parlementaires, site du Parlement grec, archive du 30 juin 2015.
8. ↑  (el) Επικράτεια - Εκλ. Περιφέρειες, résultats des élections législatives de janvier 2015 par circonscription, ministère de l'intérieur.
9. 1 2  (el) Στατιστικά Στοιχεία ΙΣΤ' Περιόδου, statistiques de la XVIe législature, site du Parlement grec.
10. ↑  (el) Νομοθετικο Εργο, loi 4320/2015 du 19 mars 2015 sur la crise humanitaire et l'organisation du gouvernement, site du Parlement grec.
11. ↑  (el) Νομοθετικο Εργο, loi 4321/2015 du 21 mars 2015 portant réglementation pour relancer l'économie, site du Parlement grec.
12. ↑  (el) Νομοθετικο Εργο, loi 4322/2015 du 27 avril 2015 sur la réforme pénitentiaire et l'abolition des prisons de type C, site du Parlement grec.
13. ↑  (el) Νομοθετικο Εργο, loi 4323/2015 du 27 avril 2015 sur le transfert de la trésorerie des entités publiques à la Banque de Grèce, site du Parlement grec.
14. ↑  (el) Νομοθετικο Εργο, loi 4324/2015 du 29 avril 2015 sur l'organisme public de radio-télévision, site du Parlement grec.
15. ↑  (el) Νομοθετικο Εργο, loi 4326/2015 du 7 mai 2015 sur la lutte contre la violence dans le sport, site du Parlement grec.
16. ↑  (el) Νομοθετικο Εργο, loi 4325/2015 du 11 mai 2015 sur la démocratisation de l'administration, la lutte contre la bureaucratie et la correction des injustices, site du Parlement grec.
17. ↑  (el) Νομοθετικο Εργο, loi 4327/2015 du 14 mai 2015 sur l'enseignement, site du Parlement grec.
18. ↑  (el) Νομοθετικο Εργο, loi 4328/2015 du 14 mai 2015 ratifiant l'acte de contenu législatif du 27 mars 2015 sur l'Industrie sucrière hellénique, site du Parlement grec.
19. ↑  (el) Νομοθετικο Εργο, loi 4329/2015 du 2 juin 2015 sur le règlement des litiges administratifs, site du Parlement grec.
20. ↑  (el) Νομοθετικο Εργο, loi 4330/2015 du 16 juin 2015 d'adaptation des dispositions du Code des impôts sur le revenu, site du Parlement grec.
21. ↑  (el) Νομοθετικο Εργο, loi 4331/2015 du 2 juillet 2015 sur le handicap, l'invalidité et l'assurance sociale, site du Parlement grec.
22. ↑  (el) Νομοθετικο Εργο, loi 4332/2015 du 9 juillet 2015 sur le code de la nationalité grecque, site du Parlement grec.
23. ↑  (el) Επιτροπή Αλήθειας Δημοσίου Χρέους - Προκαταρκτική Έκθεση, rapport préliminaire de la Commission pour la vérité sur la dette publique grecque, 17 juin 2015.
24. ↑  (fr) Rapport préliminaire de la Commission pour la vérité sur la dette publique grecque, version française, 28 juillet 2015.
25. ↑  (el) Επιτροπή Αλήθειας Δημοσίου Χρέους, analyse de la légalité du mémorandum d'août 2015 et de l'accord de prêt en droit grec et international, 4 octobre 2015.
26. ↑  (fr) Analyse de la légalité du mémorandum d'août 2015 et de l'accord de prêt en droit grec et international, version française, 5 octobre 2015.
27. ↑  (el) Νομοθετικο Εργο, décision sur l'organisation d'un référendum sur une question nationale décisive de l'article 44 paragraphe 2 de la Constitution, site du Parlement grec.
28. ↑  (el) Νομοθετικο Εργο, décision 4333/2015 pour la négociation et la conclusion de l'accord de prêt avec le mécanisme européen de stabilité du 11 juillet 2015, site du Parlement grec.
29. ↑  (el) Νομοθετικο Εργο, dispositions urgentes 4334/2015 pour la négociation et la conclusion d'un accord avec le mécanisme européen de stabilité du 15 juillet 2015, site du Parlement grec.
30. ↑  (fr) Directive 2014/59/UE du 15 mai 2014, EUR-Lex.
31. ↑  (el) Νομοθετικο Εργο, dispositions urgentes 4335/2015 de mise en œuvre de la loi 4334/2015 du 22 juillet 2015, site du Parlement grec.
32. ↑  (el) Νομοθετικο Εργο, loi de ratification de l’accord du plan d'aide du Mécanisme européen de stabilité et dispositions en vue de la mise en place de l'accord de financement du 14 août, site du Parlement grec.

### Articles de presse
1. ↑  (fr) « Grèce : victoire serrée mais cruciale du camp pro-euro », Le Figaro, 18 juin 2012.
2. ↑  (fr) « La Grèce espère en finir avec la crise en 2015, avec un PIB à +2,9 % », 20 minutes, 6 octobre 2014.
3. ↑  (fr) « En Grèce, les risques d'une crise sociale majeure », Le Figaro, 24 novembre 2014.
4. ↑  (fr) « Grèce : déficit, dette publique et excédent primaire 2014 supérieurs aux prévisions », La Tribune, 15 avril 2015.
5. ↑  (fr) « Grèce : un programme de réformes mené au forceps », Le Monde, 24 janvier 2015.
6. ↑  (fr) « La Grèce veut sortir du plan d'aide, l'Europe n’y est pas favorable », Le Monde, 6 novembre 2014.
7. ↑  (fr) « Grèce : des élections anticipées fin janvier, le FMI suspend l'aide financière », La Tribune, 29 novembre 2014.
8. ↑  (fr) « Le Parlement grec annonce sa dissolution, ouvrant la voie à des législatives en janvier », France TV, 31 décembre 2014.
9. ↑  (fr) « Grèce : Syriza large vainqueur des législatives », France Info, 25 janvier 2015.
10. ↑  (fr) « Grèce : Syriza triomphe, les socialistes en déroute... Les quatre leçons des législatives », France TV, 26 janvier 2015.
11. ↑  (fr) « Tsipras va gouverner avec la droite souverainiste », Le Figaro, 26 janvier 2015.
12. ↑  (fr) « Alexis Tsipras, nouveau Premier ministre grec, a prêté serment », Le JDD, 26 janvier 2015.
13. ↑  (fr) « Grèce : la composition du gouvernement d'Alexis Tsipras », Le Point, 27 janvier 2015.
14. ↑  (fr) « L'apothéose de Syriza », Libération, 25 janvier 2015.
15. ↑  (fr) « L'Allemagne et l'Europe mettent en garde Syriza sans lui fermer la porte », La Tribune, 26 janvier 2015.
16. ↑  (fr) « En Grèce, les grands chantiers de Syriza », Le Monde, 26 janvier 2015.
17. ↑  (el) « Ορκίστηκε η νέα Βουλή », To Víma, 5 février 2015.
18. ↑  (el) ΙΣΤ’ Κοινοβουλευτική Περίοδος | Ορκίστηκε η νέα Βουλή, Vouliwatch, 5 février 2015.
19. ↑  (el) « Παραιτήθηκε από βουλευτής ο Κώστας Δαμαβολίτης », Ta Néa, 2 juillet 2015.
20. ↑  (el) « Παραιτήθηκε ο Νίκος Χουντής από βουλευτής », Ta Néa, 13 juillet 2015.
21. 1 2  (el) « Πρόεδρος της Βουλής με 235 ψήφους η Ζωή Κωνσταντοπούλου - εξελέγησαν οι αντιπρόεδροι », Ta Néa, 6 février 2015.
22. 1 2 3 4 5 6  (el) « Εξελέγησαν οι Αντιπρόεδροι, Κοσμήτορες και Γραμματείς της Βουλής », I Kathimeriní, 6 février 2015.
23. ↑  (el) « Τρίτη δύναμη στη Βουλή η «Λαϊκή Ενότητα» του Λαφαζάνη με 25 βουλευτές », I Kathimeriní, 21 août 2015.
24. 1 2  (fr) « Grèce : les « frondeurs » de Syriza lancent leur propre parti », Le Monde, 21 août 2015.
25. 1 2 3  (el) « Η ανθρωπογεωγραφία της νέας Κοινοβουλευτικής Ομάδας του ΣΥΡΙΖΑ », News 247, 9 février 2015.
26. 1 2 3  (el) « «Λαϊκή Ενότητα» το νέο κόμμα Λαφαζάνη με 25 βουλευτές », Iefimerida, 21 août 2015.
27. ↑  (el) « Η ανθρωπογεωγραφία της νέας Κοινοβουλευτικής Ομάδας του ΣΥΡΙΖΑ », I Kathimeriní, 18 juillet 2015.
28. ↑  (el) « Στις πλάτες του Ευάγγελου Μεϊμαράκη η Κεντροδεξιά », To Víma, 6 juillet 2015.
29. 1 2 3  (el) « Σαμαράς: Ανασύνταξη της ΝΔ και συγκρότηση πολιτικού συμβουλίου », Proto Thema, 29 janvier 2015.
30. 1 2  (el) « Μάθε παιδί μου… γράμματα », Iapopsi, 4 février 2015.
31. 1 2  (el) « ΚΚΕ: Παφίλης – Καραθανασόπουλος οι κοινοβουλευτικοί εκπρόσωποι », ERT, 4 février 2015.
32. ↑  (el) « Νέος κοινοβουλευτικός εκπρόσωπος των ΑΝΕΛ ο Νικολόπουλος », Newpost, 5 février 2015.
33. ↑  (el) « Νέα πρόεδρος του ΠΑΣΟΚ η Φώφη Γεννηματά », I Kathimeriní, 14 juin 2015.
34. 1 2  (el) « ΠΑΣΟΚ: H κυβέρνηση αρνείται τον κοινοβουλευτικό έλεγχο », Proto Thema, 3 mars 2015.
35. 1 2  (el) « Η νέα Βουλή σπάει όλα τα ρεκόρ », Ta Néa, 7 février 2015.
36. ↑  (el) « Αλέξης Τσίπρας στις προγραμματικές: «Αυτές είναι οι δεσμεύσεις της κυβέρνησής μου» », Ta Néa, 8 février 2015.
37. ↑  (fr) « Le Parlement grec ouvre la voie aux réformes de Syriza », Le Monde, 11 février 2015.
38. ↑  (el) « Επανέρχεται η «Ώρα του Πρωθυπουργού» στη Βουλή », Proto Thema, 29 avril 2015.
39. ↑  (el) « Τσίπρας: Η δημόσια διοίκηση δε θα ορίζεται από το κομματικό κράτος », To Víma, 8 mai 2015.
40. ↑  (fr) « Pourquoi Alexis Tsipras a-t-il choisi un président conservateur ? », La Tribune, 19 février 2015.
41. ↑  (el) « Νέος Πρόεδρος ο κ. Παυλόπουλος », I Kathimeriní, 19 février 2015.
42. ↑  (el) « Ορκίστηκε νέος Πρόεδρος της Δημοκρατίας ο Προκόπης Παυλόπουλος », Ta Néa, 13 mars 2015.
43. ↑  (fr) « La grande pauvreté, première cible de Tsípras », Libération, 5 mars 2015.
44. ↑  (el) « Με ασάφειες το πρώτο νομοσχέδιο για την ανθρωπιστική κρίση », I Kathimeriní, 3 mars 2015.
45. ↑  (fr) « Le Parlement grec a voté la loi sur la « crise humanitaire » malgré le « veto » de Bruxelles », Les Échos, 18 mars 2015.
46. ↑  (el) « Τσίπρας στη Βουλή: «Δεν ζητήσαμε ειδική μεταχείριση, ζητήσαμε ισότιμη μεταχείριση» », Ta Néa, 18 mars 2015.
47. ↑  (fr) « La Grèce adopte la première loi du gouvernement Syriza contre la pauvreté », Libération, 18 mars 2015.
48. ↑  (fr) « Le Parlement grec adopte une loi facilitant le règlement des arriérés d'impôts », Le Monde, 21 mars 2015.
49. ↑  (el) « Υπερψηφίστηκε το νομοσχέδιο για τις 100 δόσεις », To Víma, 20 mars 2015.
50. ↑  (el) « Κατατέθηκε στη Βουλή το νομοσχέδιο για τις φυλακές Γ' τύπου », To Víma, 2 avril 2015.
51. ↑  (el) « Μαξίμου:Το ν/σ για τις φυλακές τύπου Γ' εξανθρωπίζει το σωφρονιστικό σύστημα », To Víma, 7 avril 2015.
52. ↑  (el) « Βουλή: «Ειρηνική διαμαρτυρία» ήταν η εισβολή αντιεξουσιαστών! », Ta Néa, 1er avril 2015.
53. ↑  (el) « Υπερψηφίστηκαν άρθρα και τροπολογίες του νομοσχεδίου για την κατάργηση των φυλακών κράτησης Τύπου Γ΄ », Ta Néa, 17 avril 2015.
54. ↑  (fr) « Athènes « siphonne » les liquidités du secteur public », Le Monde, 20 avril 2015.
55. ↑  (fr) « Les collectivités grecques dénoncent le siphonnage des organismes publics », Le Monde, 21 avril 2015.
56. ↑  (el) « Εν μέσω πρωτοφανούς έντασης ψηφίστηκε η ρύθμιση για τα διαθέσιμα », Ta Néa, 24 avril 2015.
57. ↑  (fr) « En Grèce, les autorités locales vont devoir transférer leurs fonds à l'État », Le Monde, 25 avril 2015.
58. ↑  (fr) « L'ancienne radio et télévision publique grecque renaît de ses ondes », Libération, 27 février 2015.
59. ↑  (el) « Επανακατατέθηκε χωρίς την ΕΒΖ το νομοσχέδιο για την ΕΡΤ », To Víma
60. ↑  (el) « Παππάς: «Η αναγέννηση της ΕΡΤ είναι μια ηχηρή απάντηση αξιοπρέπειας και νίκη της Δημοκρατίας» », Ta Néa, 27 avril 2015.
61. ↑  (fr) « Grèce : le Parlement vote le rétablissement de la télévision publique », Le Monde, 29 avril 2015.
62. ↑  (el) « Βουλή: Μεταμεσονύχτιο μπάχαλο μεταξύ Κωνσταντοπούλου-Γεωργιάδη », To Víma, 29 avril 2015.
63. ↑  (el) « Κατατέθηκε στη Βουλή το αθλητικό νομοσχέδιο », Ta Néa, 21 avril 2015.
64. ↑  (el) « Ψηφίστηκε επί της αρχής το αθλητικό νομοσχέδιο », To Vima, 6 mai 2015.
65. ↑  (el) « Ψηφίστηκε το αθλητικό νομοσχέδιο », I Kathimeriní, 8 mai 2015.
66. ↑  (el) « Βουλή: Παρουσιάστηκε από τον Γ. Κατρούγκαλο το νομοσχέδιο για τον εκδημοκρατισμό της δημόσιας διοίκησης », Ta Néa, 9 avril 2015.
67. ↑  (fr) « Grèce. 4 000 fonctionnaires licenciés devraient être réintégrés », Ouest-France, 9 avril 2015.
68. ↑  (fr) « Grèce : 4.000 fonctionnaires licenciés pourraient être bientôt réembauchés », I-Télé, 5 mai 2015.
69. ↑  (el) « Με τη διαδικασία του κατεπείγοντος στη Βουλή το νομοσχέδιο για τις αλλαγές στην Παιδεία », Ta Néa, 1er mai 2015.
70. ↑  (el) « Ψηφίστηκε επί της αρχής το νομοσχέδιο του υπουργείου Παιδείας στην αρμόδια επιτροπή της Βουλής », Ta Néa, 4 mai 2015.
71. ↑  (el) « Ψηφίστηκε επί της αρχής το νομοσχέδιο για την Παιδεία », To Víma, 12 mai 2015.
72. ↑  (el) « Ψηφίστηκε εν μέσω αντιπαραθέσεων στη Βουλή η ΠΝΠ για την Ελληνική Βιομηχανία Ζάχαρης », Ta Néa, 13 mai 2015.
73. ↑  (el) « Βουλή: Εγκρίθηκε επί της αρχής η «Έκδοση διαταγής πληρωμής για αξιώσεις από διοικητική σύμβαση» », Newsbomb, 27 mai 2015.
74. ↑  (el) « Τι περιλαμβάνει το «μίνι» - φορολογικό νομοσχέδιο που κατατέθηκε στη Βουλή την Πέμπτη », To Vima, 10 juin 2015.
75. ↑  (el) « Ψηφίστηκε από την Ολομέλεια το μίνι φορολογικό νομοσχέδιο », To Víma, 12 juin 2015.
76. ↑  (el) « Τροπολογίες για τη ναυτική εργασία ψηφίστηκαν στη Βουλή », To Víma, 1er juillet 2015.
77. ↑  (el) « Κατώτατη σύνταξη 260 ευρώ θα δοθεί σε 30.000 ανασφάλιστους υπερήλικες », To Vima, 21 juillet 2015.
78. ↑  (el) « Βουλή: Πάρτυ τροπολογιών - Σε δύο περιπτώσεις σύγχυση για το τί ψήφιζαν », I Kathimeriní, 30 juin 2015.
79. ↑  (el) « Νόμος για την ιθαγένεια και για τα δεύτερης γενιάς παιδιά μεταναστών », To Víma, 26 février 2015.
80. ↑  (el) « Κατατέθηκε το νομοσχέδιο για την χορήγηση ελληνικής ιθαγένειας », To Víma, 5 juin 2015.
81. ↑  (el) « Οι ΑΝΕΛ θα καταψηφίσουν επί της αρχής το νομοσχέδιο για την ιθαγένεια », Ta Néa, 12 juin 2015.
82. ↑  (el) « Χωρίς την ψήφο των ΑΝΕΛ εγκρίθηκε το νομοσχέδιο για την ιθαγένεια », Ta Néa, 25 juin 2015.
83. ↑  (el) « Βουλή: « Ψηφίστηκε το νομοσχέδιο για την ιθαγένεια » », To Víma, 8 juillet 2015.
84. ↑  (fr) « Grèce : que va faire la commission de "vérité sur la dette publique" ? », La Tribune, 13 avril 2015.
85. 1 2  (fr) « La présidente du Parlement grec veut la « vérité » sur la dette », Libération, 2 juin 2015.
86. ↑  (el) « Κωνσταντοπούλου: Η Επιτροπή Αλήθειας Δημοσίου Χρέους δέχθηκε πόλεμο και οργανωμένη παραπληροφόρηση », The Huffington Post, 23 septembre 2015.
87. ↑  (el) « Βουλή: Επιτροπή ελέγχου για το χρέος », I Kathimeriní, 17 mars 2015.
88. ↑  (el) « Βουλή: Σύσσωμη η πολιτειακή ηγεσία στην πρεμιέρα της επιτροπής για το χρέος », Ta Néa, 4 avril 2015.
89. ↑  (fr) « Grèce : le rapport sur la dette est une arme utile pour Athènes », La Tribune, 18 juin 2015.
90. ↑  (fr) « Grèce : anatomie d’une manipulation », Libération, 19 juin 2015.
91. ↑  (el) « Στη δημοσιότητα το πόρισμα της Επιτροπής Αλήθειας για το τρίτο μνημόνιο », Naftemporiki, 4 octobre 2015.
92. ↑  (fr) « L'Allemagne doit-elle vraiment des réparations de guerre à la Grèce ? », La Tribune, 1er février 2015
93. ↑  (fr) « Grèce : pourquoi Alexis Tsipras insiste sur la question des réparations allemandes », La Tribune, 11 mars 2015.
94. ↑  (el) « Η Βουλή ενέκρινε την πρόταση για την επανασυγκρότηση της Διακομματικής Επιτροπής για την διεκδίκηση των γερμανικών αποζημιώσεων », Ta Néa, 11 mars 2015.
95. ↑  (fr) « Ces 279 milliards d'euros que la Grèce réclame à l'Allemagne », La Tribune, 7 avril 2015.
96. ↑  (fr) « Athènes demande des réparations à Berlin pour l'occupation », Le Monde, 7 avril 2015.
97. ↑  (fr) « Pourquoi la Grèce provoque-t-elle l'Allemagne sur les réparations de guerre ? », La Tribune, 7 avril 2015.
98. ↑  (fr) « Grèce: Le dossier des réparations de guerre embarrasse l’Allemagne », Les Échos, 22 mars 2015.
99. ↑  (fr) « Le président allemand relance la question des réparations de guerre à la Grèce », La Croix, 4 mai 2015.
100. ↑  (el) « Πρόεδρος της Επιτροπής Θεσμών και Διαφάνειας της Βουλής η Ζ. Κωνσταντοπούλου », I Avgi, 2 avril 2015.
101. ↑  (el) « Ο φάκελος της Siemens στην Επιτροπή Θεσμών και Διαφάνειας », Proto Thema, 26 mai 2015.
102. ↑  (el) « Στουρνάρας προς Κωνσταντοπούλου: «Αδυνατώ να προσέλθω» », Ta Néa, 25 juin 2015.
103. ↑  (el) « Η Κωνσταντοπούλου καλεί τον Στουρνάρα στην Επιτροπή Θεσμών και Διαφάνειας », Ta Néa, 23 août 2015.
104. ↑  (el) « Βουλή: Σε προτεραιότητα Siemens και λίστα Λαγκάρντ », To Víma, 30 avril 2015.
105. ↑  (fr) « L'incorruptible de la Vouli, figure de Syriza », Le Monde, 8 mars 2015.
106. ↑  (el) « Αλέξης - Ζωή: Τρύπησε η ομπρέλα », Ta Néa, 21 mars 2015.
107. ↑  (el) « Αναψε φωτιές η Ζωή σε βουλευτές, πρώην πρωθυπουργούς και κυβέρνηση », Iefimerida, 4 mars 2015.
108. ↑  (el) « Αιφνιδιασμός από Κωνσταντοπούλου », I Kathimeriní, 2 mai 2015.
109. ↑  (el) « Tο Τμήμα Φεμινιστικής Πολιτικής - Φύλου του ΣΥΡΙΖΑ καταδικάζει την πολιτική στοχοποίηση της Ζωής Κωνσταντοπούλου », I Avgi, 15 avril 2015.
110. ↑  (el) « Να απομονωθεί η φασίζουσα αντίληψη που εκπέμπει το πρωτοσέλιδο της "Kontra News" », I Avgi, 18 août 2015.
111. ↑  (el) « Αρση της ασυλίας του βουλευτή της ΧΑ, Ηλία Κασιδιάρη αποφάσισε η Ολομέλεια της Βουλής », To Víma, 12 mai 2015.
112. ↑  (fr) « Grèce : trois questions sur la renégociation de la dette », Le Monde, 3 février 2015.
113. ↑  (fr) « Grèce : les six travaux d'Alexis Tsipras », La Tribune, 26 janvier 2015.
114. ↑  (fr) « Accord sur la Grèce à l'Eurogroupe sur un financement de quatre mois », La Tribune, 20 février 2015.
115. ↑  (fr) « La Grèce reçoit un premier feu vert pour prolonger le plan d'aide », Le Monde, 24 février 2051.
116. ↑  (fr) « Grèce : un "nœud coulant" toujours plus serré... », La Tribune, 18 mai 2015.
117. ↑  (fr) « Grèce : le discours d'Alexis Tsipras vire à la foire d'empoigne », Le Monde, 30 mars 2015.
118. ↑  (fr) « Grèce : Tsipras contre-attaque face aux Européens », Libération, 5 juin 2015.
119. ↑  (fr) « Grèce : Tsipras refuse les « chantages », Varoufakis optimiste », Le Monde, 26 juin 2015.
120. ↑  (fr) « Tsipras va soumettre le plan d’aide à la Grèce à référendum », Le Monde, 27 juin 2015.
121. ↑  (fr) « Référendum en Grèce : Tsipras appelle à voter « non », la crainte d’un « Grexit » s’accentue », Le Monde, 28 juin 2015.
122. ↑  (el) « Με 178 ψήφους η Βουλή είπε «ναι» στο δημοψήφισμα στις 5 Ιουλίου », To Víma, 28 juin 2015.
123. ↑  (fr) « La Grèce annonce la fermeture des banques et un contrôle des capitaux », Radio France internationale, 28 juin 2015.
124. ↑  (fr) « Grèce : mardi 30 juin, minuit, défaut de paiement au FMI... et puis rien », L'Obs, 30 juin 2015.
125. ↑  (fr) « Référendum : le non grec fait trembler la zone euro », Le Figaro, 6 juillet 2015.
126. ↑  (el) « Μίνιμουμ συναίνεσης από αρχηγούς », I Kathimeriní, 7 juillet 2015.
127. ↑  (fr) « Alexis Tsipras resserre les rangs à Athènes », Le Monde, 7 juillet 2015.
128. ↑  (fr) « Grèce : Alexis Tsipras propose une capitulation aux créanciers », La Tribune, 10 juillet 2015.
129. ↑  (fr) « Avant l'Eurogroupe, Tsipras obtient le soutien de 80 % des députés grecs », Le Monde, 11 juillet 2015.
130. ↑  (fr) « Un plan de sortie de crise «difficile» pour la Grèce », Radio France internationale, 13 juillet 2015.
131. ↑  (fr) « Ce que la Grèce a accepté en contrepartie de l’aide financière », Le Monde, 27 juillet 2015.
132. ↑  (el) « Τσίπρας: Δυσκολεύομαι να είμαι πρωθυπουργός χωρίς τη στήριξη της ΚΟ του ΣΥΡΙΖΑ », Skaï, 15 juillet 2015.
133. ↑  (el) « Δοκιμασία Αλ. Τσίπρα στη Βουλή », I Kathimeriní, 15 juillet 2015.
134. ↑  (fr) « Grèce: le projet de loi sur les réformes soumis au Parlement », La Dépêche, 14 juillet 2015.
135. ↑  (el) « Κατατέθηκε στη Βουλή το νομοσχέδιο με τα προαπαιτούμενα για τη συμφωνία », I Avgi, 14 juillet 2015.
136. ↑  (fr) « Tsipras fait adopter le plan européen au Parlement grec », Libération, 16 juillet 2015.
137. ↑  (fr) « Désavoué par une partie de son camp, Tsipras est contraint au remaniement », Le Monde, 18 juillet 2015.
138. ↑  (fr) « Le Parlement grec valide le second train de mesures réclamé par les créanciers », Le Monde, 23 juillet 2015.
139. ↑  (fr) « La Grèce trouve un accord avec ses créanciers », Libération, 12 août 2015.
140. ↑  (fr) « Grèce : l'Eurogroupe touche (enfin) au but », Libération, 14 août 2015.
141. ↑  (fr) « Grèce: la Vouli valide laborieusement l'accord pour un 3e plan d'aide », Radio France internationale, 14 août 2015.
142. ↑  (fr) « Le nouveau plan de sauvetage de la Grèce validé par l'Eurogroupe », Le Monde, 15 août 2015.
143. ↑  (fr) « Grèce : une situation politique au bord du chaos », La Tribune, 16 juillet 2015.
144. ↑  (fr) « La perspective d'un vote de confiance se précise en Grèce », L'Obs, 17 août 2015.
145. ↑  (fr) « Grèce : Tsipras démissionne et convoque des élections anticipées », Le Figaro, 21 août 2015.
146. ↑  (el) « Η ημερομηνία των εκλογών και οι διερευνητικές εντολές », Ta Néa, 21 août 2015.
147. ↑  (el) « Ο Πρόεδρος της Δημοκρατίας παρείχε τη διερευνητική εντολή στον πρόεδρο της ΝΔ », Ta Néa, 21 août 2015.
148. ↑  (el) « Στον Λαφαζάνη η διερευνητική εντολή: «Να μην συναινέσει ο Πρόεδρος της Δημοκρατίας σε εκλογές - εξπρές» », Ta Néa, 24 août 2015.
149. ↑  (el) « Αντίστροφη μέτρηση για υπηρεσιακή κυβέρνηση », I Kathimeriní, 27 août 2015.
150. ↑  (fr) « Grèce : la présidente de la Cour suprême nommée première ministre de transition », Le Monde, 27 août 2015.
151. ↑  (fr) « Grèce: le gouvernement par intérim est formé », RTBF, 28 août 2015.
152. ↑  (fr) « Grèce : le président dissout le Parlement », Le Figaro, 28 août 2015.

## Annexe